# Florencia (Caquetá)
Florencia es un municipio colombiano, capital del departamento de Caquetá. Es el municipio más poblado de la Región Amazónica. Es conocido como «La Puerta de Oro de la Amazonía Colombiana».
La cabecera municipal homónima es una ciudad joven, punto de convergencia de los municipios del norte y del sur del Caquetá. Está ubicada en la zona de piedemonte entre la Cordillera Oriental y la Amazonia, en la margen derecha del río Hacha, lo cual le da una posición privilegiada ambientalmente al ser el enlace entre la Región Andina y la Región Amazónica. Dista 519 km de la ciudad de Bogotá, capital de Colombia. Cuenta con 179 233 habitantes de acuerdo con la proyección del DANE para 2024. Su extensión territorial es de 2292 km², su altitud media es de 242 m s. n. m., su precipitación media anual es de 3840 mm y su temperatura promedio es de 25 °C. Está constituida por cuatro comunas en su área urbana y siete corregimientos en su área rural.
Cuenta con acceso terrestre al resto del país por medio de la carretera Florencia-Suaza-Altamira (Carretera Nacional 20) y es punto intermedio en la Troncal de la Selva. El transporte aéreo se realiza a través del aeropuerto Gustavo Artunduaga para operaciones comerciales y del aeropuerto Larandia para operaciones militares. Su actividad económica está ligada principalmente a la ganadería, el comercio y la agricultura, así como a los servicios de turismo ecológico.
El territorio que ocupa Florencia fue poblado a mediados del siglo XIX por colonos atraídos por la bonanza de la quina y posteriormente del caucho. La ciudad fue fundada oficialmente el 25 de diciembre de 1902 por el padre Doroteo de Pupiales, a partir de una bodega de caucheros ubicada a orillas de la quebrada La Perdiz. Fue erigida en municipio mediante Decreto n.º 642 del 17 de junio de 1912 y desde entonces ostenta el título de capital del Caquetá.
Como capital del departamento, Florencia alberga las sedes de la Gobernación de Caquetá, la Asamblea Departamental, el Tribunal Departamental, la Fiscalía General, la Contraloría Departamental, la Procuraduría Regional, la Dirección de Impuestos y Aduanas Nacionales y otras instituciones y organismos del Estado, así como la Universidad de la Amazonia, la Caja de Compensación Familiar del Caquetá, la Compañía de Ferias y Mataderos del Caquetá y la Cámara de Comercio de Florencia para el Caquetá. Es sede episcopal de la Arquidiócesis de Florencia.

## Toponimia
Florencia es la manera hispanizada del nombre propio proveniente del latín Florens, a su vez derivado del participio activo de presente del verbo latino florere, florecer. Su manera antigua en idioma italiano es Florentia, convertido por el uso en Fiorenza y, finalmente, en Firenze, Florencia. La ciudad se nombró así en homenaje a Paolo Ricci, un empresario italiano oriundo de la ciudad toscana de Florencia, quien hacia 1902 estaba vinculado a la empresa cauchera propietaria de la bodega donde inició la ciudad. También se nombró en tributo a las flores multicolores de la región que embelesaron al fundador de la ciudad, el sacerdote Doroteo de Pupiales.

## Gentilicio
El gentilicio de uso más extendido en círculos oficiales y populares es «florenciano, -a». También se considera que el gentilicio «florentino, -a» es históricamente correcto por ser una de las maneras de llamar a los oriundos de Florencia (Italia), de donde proviene el nombre de la capital de Caquetá, aunque pese a su corrección, está prácticamente en desuso como consecuencia de la evolución y uso idiomático. El gentilicio «florenciano, -a» también es utilizado para referirse a los oriundos de la localidad cubana de Florencia en la provincia de Ciego de Ávila.

## Símbolos

Bandera de Florencia (Caquetá).

### Bandera
La bandera oficial de Florencia está compuesta por tres franjas horizontales: verde, que ocupa la mitad superior y representa la riqueza forestal típica del Caquetá y la esperanza de un futuro triunfal en el territorio; blanco, en el tercer cuarto y simboliza la claridad matutina, promesa del sol y calor y emblema de paz con que Dios ha bendecido la comarca; y rojo en el cuarto inferior, que es muestra del espíritu luchador y ardiente del habitante caqueteño. El ciudadano Jaime Ortiz fue su creador, al resultar ganador del concurso para la creación de las insignias del municipio, oficializado mediante el Decreto n.º 045 del 14 de mayo de 1964.

### Escudo
El escudo de armas oficial fue reformado por la administración municipal durante 2009, y adoptado mediante el Acuerdo del Concejo Municipal de Florencia n.º 005 del 26 de febrero de 2009. Está formado por un óvalo que encierra la llanura, cruzada por los ríos Hacha y Orteguaza. En el centro de la llanura se observa un bovino de raza criolla caqueteña, símbolo de la riqueza ganadera del territorio. La palma que se erige al lado del río es el homenaje al Himno «Florencia oasis de amor». Al fondo se contemplan los picachos de la Cordillera Oriental y el sol que asoma en el horizonte trayendo vida y progreso. Su blasón reza de la siguiente forma:

Escudo en forma de dama, cortado de argén y sinople. En el jefe, el sol dorado se pone a la diestra de los verdes picachos, adornado a su siniestra por una palma de canangucha. En la punta, la llanura amazónica bañada por dos ríos en azur y un ejemplar de ganado criollo caqueteño. Está bordado por una capa en cuya mitad superior reposan once estrellas doradas sobre un fondo de gules, y en la mitad inferior sobre un fondo de oro reposan las letras en color sable que conforman el nombre de FLORENCIA CAQUETÁ.

### Himno
El himno de Florencia se titula «Florencia, oasis de amor» y fue compuesto por el músico y compositor huilense Luis Alberto Osorio Castillo. En 1976 fue grabado en la voz del también huilense Luis Ángel Nieto Sierra.

## Geografía física

### Ubicación
Florencia se encuentra en el piedemonte de la cordillera Oriental de Colombia, en la cordillera de los Andes, a orillas del río Hacha, en el noroeste del departamento de Caquetá. Está situada en una zona de transición entre la Región Andina y la Región Amazónica de Colombia. Cerca del 40 % de su territorio se localiza en el paisaje de cordillera por encima de los 900 m s. n. m., perteneciente a la Reserva Forestal de la Amazonia creada por la Ley 2 de 1959, en tanto que una porción del área restante hace parte del Distrito de Conservación de Suelos y Aguas del Caquetá. Limita por el norte con el departamento del Huila y el municipio de La Montañita, por el este con el municipio de La Montañita, por el sur con los municipios de Milán y Morelia, y por el oeste con el municipio de Belén de los Andaquíes y el departamento del Huila.
| Noroeste: Suaza y Gualupe ( Huila)           | Norte: Garzon y Gualupe ( Huila) La Montañita | Nordeste: La Montañita |
| Oeste: Suaza ( Huila) Belén de los Andaquíes |                                               | Este: La Montañita     |
| Suroeste: Belén de los Andaquíes Morelia     | Sur: Morelia Milán                            | Sureste: Puerto Milán  |

Su ubicación urbana se encuentra en la confluencia de aguas del piedemonte en el río Orteguaza. Florencia tiene unas dinámicas particulares determinadas por su estructura urbana y las restricciones físicas, caracterizada por su sistema hídrico que inhabilita por riesgos de avalancha e inundación una parte importante del territorio.

### Clima
El clima de Florencia es de tipo cálido-húmedo, característico del ecosistema de bosque húmedo tropical. La ciudad está ubicada a 242 m s. n. m., cuenta con una temperatura media anual de 25 °C, con una tendencia monomodal a lo largo del año. Según la clasificación de Köppen, el macroclima de mayor incidencia en Florencia es el «tropical lluvioso de selva sin sequía» —Af—, caracterizado por precipitación constante durante todo el año y una alta humedad relativa, superior al 80 %. No obstante, en la zona cordillerana, se presenta el macroclima de montaña.
| Parámetros climáticos promedio de Florencia (Caquetá) | Parámetros climáticos promedio de Florencia (Caquetá) | Parámetros climáticos promedio de Florencia (Caquetá) | Parámetros climáticos promedio de Florencia (Caquetá) | Parámetros climáticos promedio de Florencia (Caquetá) | Parámetros climáticos promedio de Florencia (Caquetá) | Parámetros climáticos promedio de Florencia (Caquetá) | Parámetros climáticos promedio de Florencia (Caquetá) | Parámetros climáticos promedio de Florencia (Caquetá) | Parámetros climáticos promedio de Florencia (Caquetá) | Parámetros climáticos promedio de Florencia (Caquetá) | Parámetros climáticos promedio de Florencia (Caquetá) | Parámetros climáticos promedio de Florencia (Caquetá) | Parámetros climáticos promedio de Florencia (Caquetá) |
| Mes                                                   | Ene.                                                  | Feb.                                                  | Mar.                                                  | Abr.                                                  | May.                                                  | Jun.                                                  | Jul.                                                  | Ago.                                                  | Sep.                                                  | Oct.                                                  | Nov.                                                  | Dic.                                                  | Anual                                                 |
| ----------------------------------------------------- | ----------------------------------------------------- | ----------------------------------------------------- | ----------------------------------------------------- | ----------------------------------------------------- | ----------------------------------------------------- | ----------------------------------------------------- | ----------------------------------------------------- | ----------------------------------------------------- | ----------------------------------------------------- | ----------------------------------------------------- | ----------------------------------------------------- | ----------------------------------------------------- | ----------------------------------------------------- |
| Temp. máx. abs. (°C)                                  | 36.1                                                  | 34.3                                                  | 44                                                    | 52.1                                                  | 50                                                    | 46.5                                                  | 45                                                    | 43                                                    | 42.7                                                  | 35                                                    | 35.1                                                  | 39                                                    | 52                                                    |
| Temp. máx. media (°C)                                 | 32.7                                                  | 31.9                                                  | 30.8                                                  | 30.1                                                  | 29.9                                                  | 28.7                                                  | 28.5                                                  | 29.9                                                  | 30.6                                                  | 31.2                                                  | 31.5                                                  | 32.0                                                  | 30.7                                                  |
| Temp. mín. media (°C)                                 | 21.8                                                  | 21.9                                                  | 21.7                                                  | 21.5                                                  | 21.3                                                  | 21.0                                                  | 20.8                                                  | 20.9                                                  | 21.2                                                  | 21.7                                                  | 21.8                                                  | 21.8                                                  | 21.5                                                  |
| Temp. mín. abs. (°C)                                  | 18.4                                                  | 18.0                                                  | 18.0                                                  | 17.0                                                  | 18.0                                                  | 16.3                                                  | 16.0                                                  | 16.0                                                  | 18.0                                                  | 18.0                                                  | 18.0                                                  | 17.0                                                  | 17.4                                                  |
| Precipitación total (mm)                              | 119                                                   | 191                                                   | 296                                                   | 382                                                   | 471                                                   | 503                                                   | 461                                                   | 356                                                   | 329                                                   | 325                                                   | 254                                                   | 153                                                   | 3840                                                  |
| Horas de sol                                          | 157.5                                                 | 109.9                                                 | 102.5                                                 | 82.0                                                  | 106.4                                                 | 95.9                                                  | 104.1                                                 | 123.4                                                 | 135.4                                                 | 141.9                                                 | 146.8                                                 | 149.6                                                 | 1465.4                                                |
| Humedad relativa (%)                                  | 82.0                                                  | 83.0                                                  | 86.0                                                  | 87.0                                                  | 89.0                                                  | 89.0                                                  | 88.0                                                  | 87.0                                                  | 87.0                                                  | 85.0                                                  | 86.0                                                  | 84.0                                                  | 86.1                                                  |
| Fuente: IDEAM - Gobernación de Caquetá                |                                                       |                                                       |                                                       |                                                       |                                                       |                                                       |                                                       |                                                       |                                                       |                                                       |                                                       |                                                       |                                                       |

La temperatura registrada en el municipio de Florencia presenta valores promedio de 25 °C, con valores extremos entre 10 °C en la parte andina del noroeste del término municipal, y 28 °C en la llanura amazónica del suroriente. La presencia de lluvias es constante durante todo el año, pero se pueden definir unas épocas de «verano ecológico» en las cuales el volumen de lluvia mensual está por debajo del promedio, sin configurar un período de sequía, que corresponde a los meses de diciembre a febrero. Por otra parte, se observa también un período en el cual el volumen de lluvias es superior al promedio mensual, determinando una época de «invierno ecológico» sin alcanzar niveles de monzón, correspondiente a los meses de mayo a julio. Para el resto de los meses se registran volúmenes de precipitación localizados dentro del intervalo de la media.
La duración del día oscila entre las 11 h y 50 min durante el invierno ecológico, y las 12 h y 30 min durante el verano ecológico, con una radiación solar que varía alrededor de 113,7 kcal/cm²/año. El recurso hídrico pluvial se cuantifica en 65 L/km². La velocidad del viento en promedio alcanza 1,1 m/s, con máximos de 1,3 m/s en febrero y mínimos de 0,8 m/s registrados en octubre.

### Relieve

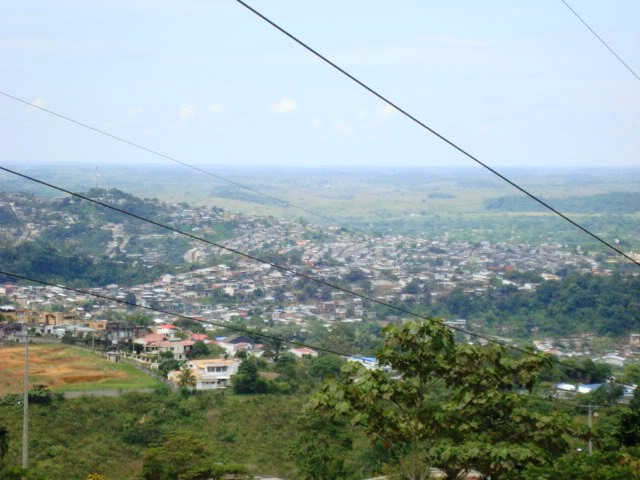
Noreste de la ciudad de Florencia. Zona de transición entre llanura y piedemonte.

En términos fisiográficos, el territorio de Florencia está conformado por tres conjuntos diferentes:
- Vertientes: corresponde a los ramales de la cordillera Oriental. En esta zona y a partir de la cota de 1400 m s. n. m. se encuentra el bosque de niebla más bajo del mundo,[23] considerando que los bosques andinos frecuentemente están cubiertos de niebla a partir de la cota de los 1800 m s. n. m.[24] Entre las principales alturas destaca el cerro Sinaí, situado sobre un ramal de la cordillera Oriental.
- Piedemonte: El piedemonte, en el centro del término municipal, está conformado por abanicos, conos y terrazas disectadas.
- Llanura: En el sur se localiza la llanura amazónica, caracterizada por sus terrenos planos a ondulados, conformados por altillanuras disectadas y valles aluviales.

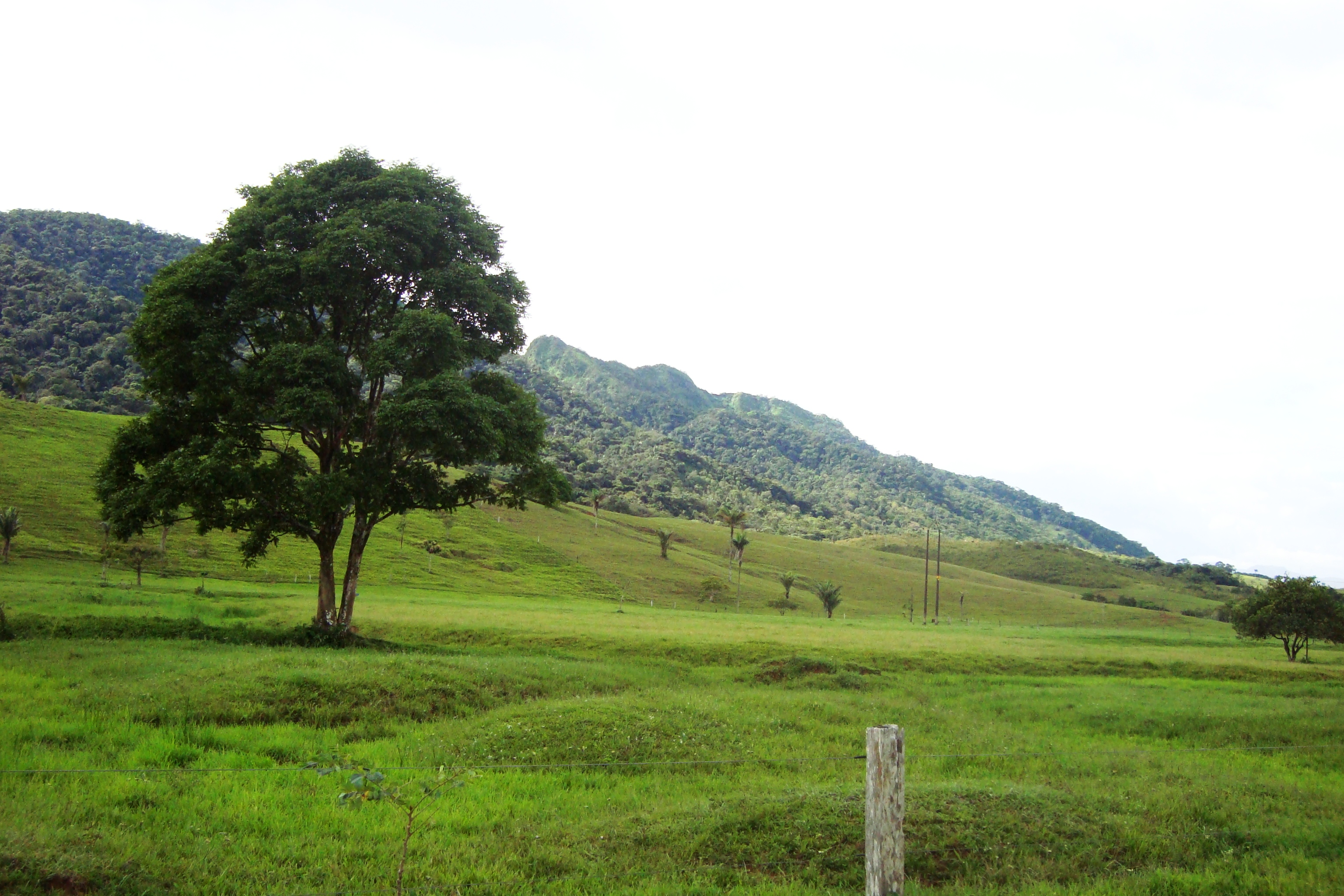
Piedemonte amazónico en un paraje rural del municipio de Florencia.

Adicionalmente, en el territorio del municipio de Florencia se distinguen dos grandes unidades geomorfológicas de acuerdo con su dinámica de modelamiento de paisaje:
- Unidades denudacionales: desarrolladas por la acción de procesos exógenos —meteorización y erosión— que afectan a diferentes rocas, principalmente del Cenozoico (Terciario). Incluye los paisajes de lomerío y colinas que se desarrollan sobre arcillolitas y areniscas arcillosas del Terciario que corresponden a cerca del 50 % de la extensión total de Florencia. Esta categoría comprende también la Planicie Amazónica hasta donde se extiende la zona suroriental de Florencia (30 % de su territorio).
- Unidades estructurales: desarrolladas por las fuerzas internas de la corteza terrestre, dando lugar a monoclinales o serranías como las que se encuentran en el piedemonte a lo largo de toda la jurisdicción municipal de Florencia, con una dirección SO-NE en una amplitud de veinte a treinta km, ocupando alrededor del 20 % de su extensión.

Los suelos del municipio de Florencia al igual que casi toda la Amazonia, son conocidos por su pobre aporte de minerales. De acuerdo con la clasificación del Proyecto PRORADAM, en Florencia se presentan los siguientes dos tipos de suelos diferenciables entre sí:
- Suelos de montaña formados por rocas sedimentarias del Mesozoico y metamórficas del Precámbrico. Son de espesor muy delgado debido a la alta pendiente del terreno.
- Suelos originados por la denudación, formados de rocas sedimentarias del Terciario (arcillosas) que cubren la mayor extensión en la región Amazónica.

## Ecología

### Vegetación y uso de la tierra
En jurisdicción del municipio de Florencia se presenta una amplia gama de formaciones vegetales como respuesta sistémica a la interacción de los componentes de clima, geología, hidrología y suelos, resultando las más representativas:
- Selva pluvial del piedemonte: localizada sobre las terrazas de acarreo, abanicos y lomeríos del piedemonte andino, que son suelos propicios para que se desarrolle una selva densa y alta de maderas comerciales de tronco grueso.
- Bosque andino: involucra una gran variedad florística que va desde rodales de palmera en la zona de transición del piedemonte, hasta frailejones y vegetación paramuna, pasando por árboles medianos provistos de lianas y parásitas.

Por otro lado, el uso de la tierra en el municipio de Florencia está determinado básicamente por un agroecosistema basal fragmentado, constituido por matriz de bosque, mezclado con rastrojos maduros, bosques secundarios y algunos cultivos limpios, semi-limpios y densos. Por encima de la cota de los 1000 m s. n. m. persiste el bosque andino propio de los escarpes de la cordillera. En menor proporción se presentan agroecosistemas andinos con base en potreros limpios y cultivos semi-limpios.

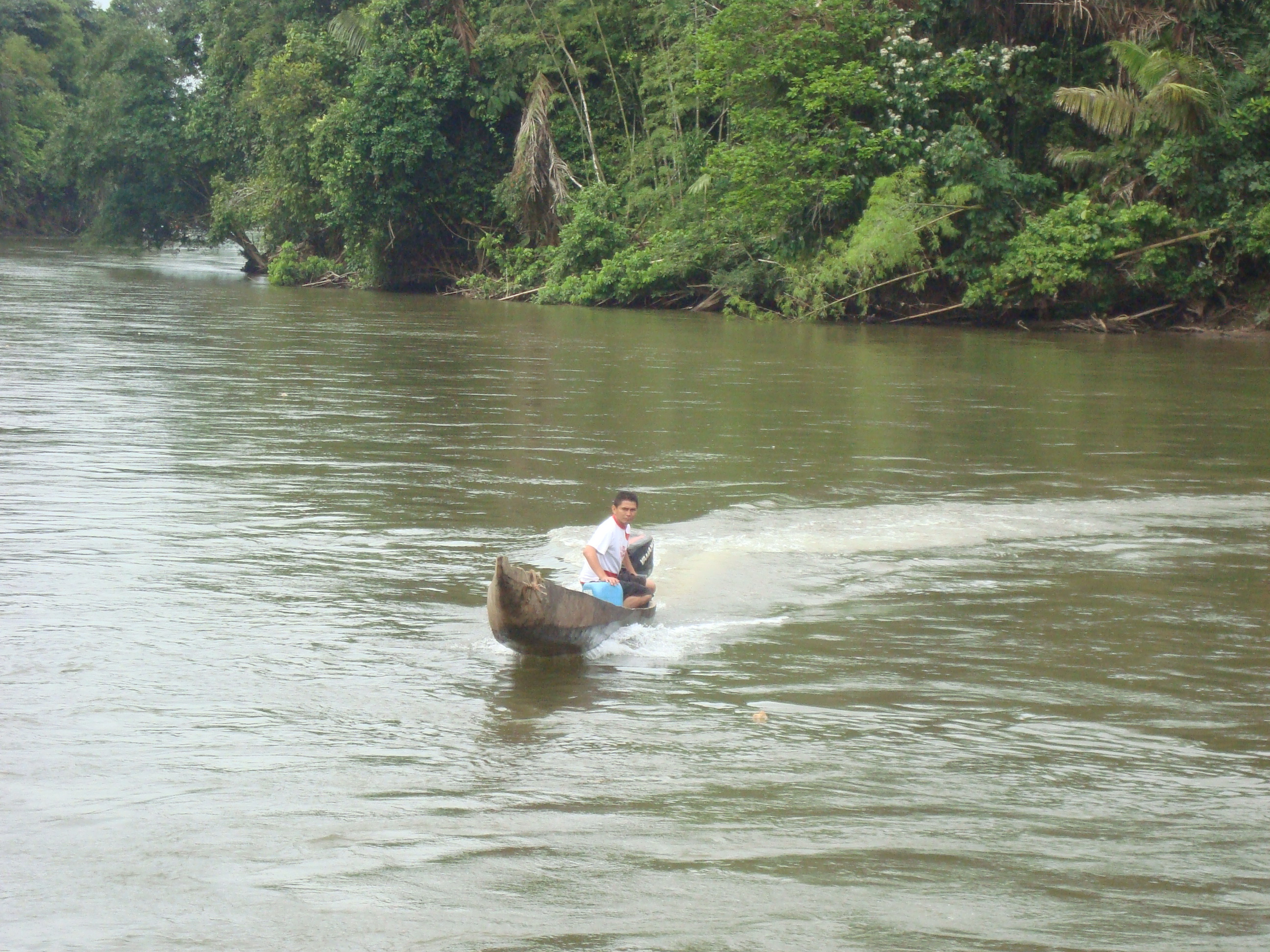
Río Orteguaza a su paso por zona rural de Florencia.

### Hidrología e hidrografía
Florencia se ubica en una zona de ríos de aguas blancas, correspondientes a los drenajes que nacen en la región Andina, que presentan un contenido electrolítico relativamente alto, complementado con una carga significativa de partículas en suspensión provenientes de los procesos erosivos que operan en la zona de cordillera; presentan un pH ligeramente ácido a neutro (6,2-7,2), una conductividad de 100 μ/cm, baja transparencia y una alta productividad. Las precipitaciones en la zona en que se localiza Florencia se ubican en un nivel cercano a los 4000 mm anuales, con evapotranspiraciones potenciales (ETP) medias anuales cercanas a los 1200 mm, arrojando un exceso de agua dulce durante todo el año.
El principal río de la región es el Orteguaza, que cuenta con 130,6 km de longitud. En los ramales de la cordillera Oriental próximos a Florencia nacen varios de sus afluentes, para finalmente tributar sus aguas al río Caquetá. La ciudad de Florencia está en el margen oriental del río Hacha, que marca el límite urbano al oeste y al sur. La quebrada La Perdiz atraviesa la ciudad de norte a sur y confluye con el río Hacha a la altura del barrio Juan XXIII, al sur de la ciudad. El río Bodoquero nace en la cordillera Oriental, unos kilómetros al suroeste de Florencia. En él se practican deportes acuáticos como el ráfting y el canotaje.

### Contaminación ambiental
La medición de los diferentes tipos de contaminación ambiental en Florencia le corresponde a la Corporación para el Desarrollo Sostenible del Sur de la Amazonia —Corpoamazonia—, cuya jurisdicción comprende los departamentos de Caquetá, Putumayo y Amazonas.
Contaminación atmosférica
Corpoamazonia realizó en el año 2007 el monitoreo de calidad del aire en el municipio de Florencia como único centro poblado con más de 100 000 habitantes en su jurisdicción, de acuerdo con lo dispuesto en la Resolución n.º 601 de 2006, emitida por el Ministerio de Ambiente, Vivienda y Desarrollo Territorial. Los resultados obtenidos demuestran que en general el estado del aire en la ciudad no presenta problemas de contaminación, dada la escasa presencia de industrias en la región.
Contaminación hídrica
El principal punto de contaminación hídrica en Florencia se encuentra en la quebrada La Perdiz, afluente del río Hacha. Los mayores impactos a los que se encuentran sometidas las corrientes de agua del municipio son el vertimiento de las aguas residuales de la ciudad de Florencia y la explotación de material de su lecho. En el caso del río Hacha, la presencia de desechos orgánicos después de recibir las aguas de la quebrada La Perdiz genera un incremento en la conductividad eléctrica, llegando a máximos de 29 μS/cm en el sitio conocido como Puente López, en zona urbana de Florencia, frente a 18 μS/cm registrados a la altura de El Caraño.

## Historia

### Primeros pobladores
Antes de la conquista española, las tierras del municipio de Florencia fueron ocupadas por numerosos grupos indígenas, muchos de los cuales subsisten todavía a principios del siglo XXI. Entre ellos se destacan los Andakíes, los Huitotos y los Coreguajes, quienes tradicionalmente han habitado las orillas de los ríos Hacha y Orteguaza. La primera exploración al territorio de Florencia ocurrió en 1542 por parte del español Hernán Pérez de Quesada. Posteriormente se presentaron múltiples incursiones efectuadas por los mismos conquistadores españoles, misioneros católicos, comerciantes portugueses, criollos y negros que escapaban del sistema esclavista.

### Fundación

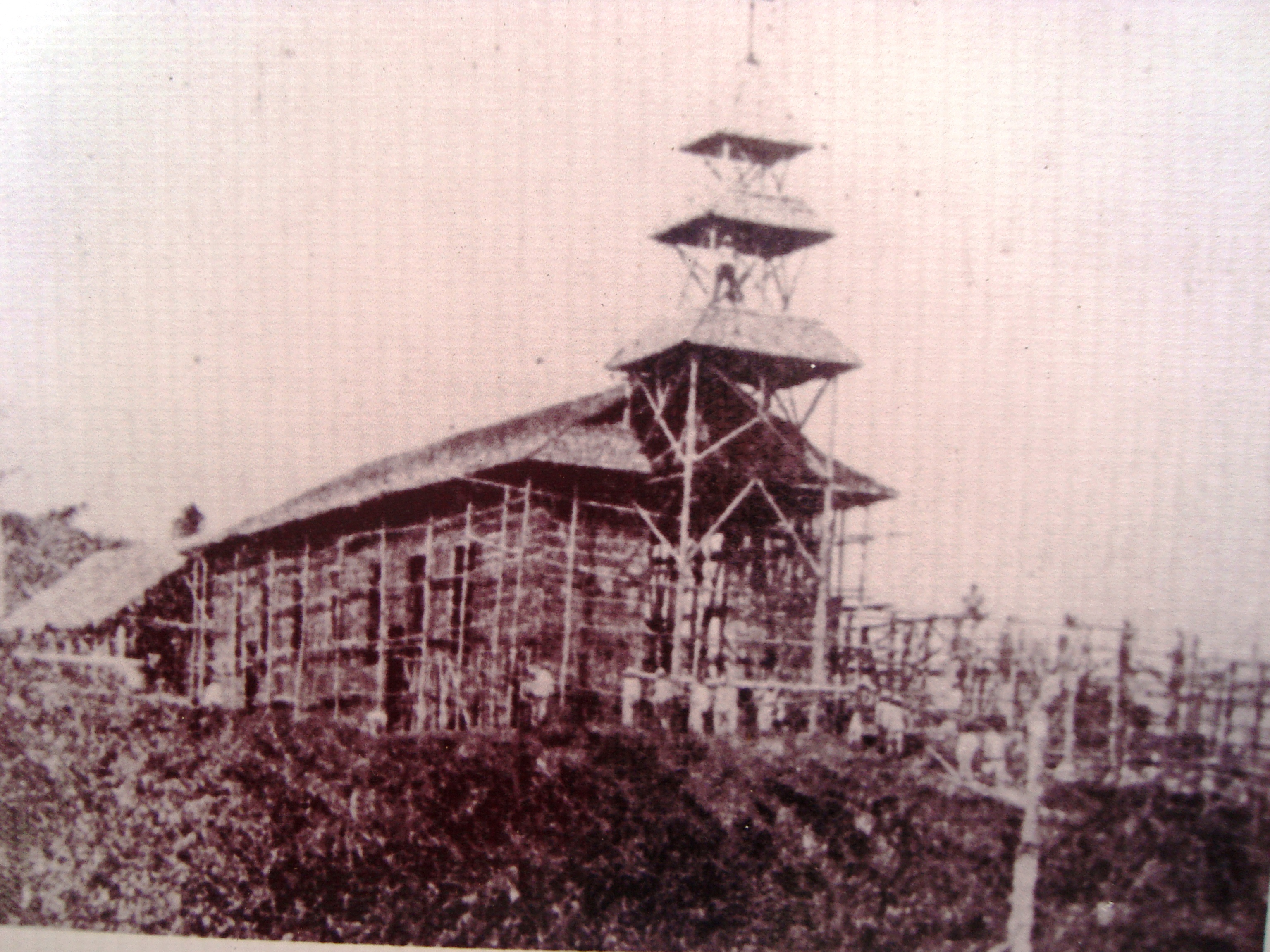
Primer templo católico de Florencia, cuya construcción inició en 1908 en el costado oeste de la actual plaza San Francisco.

Florencia fue fundada el 25 de diciembre de 1902 por el fraile capuchino, Padre Doroteo de Pupiales (1876-1959) nacido en el municipio de Pupiales, Nariño, también conocido como José Rubén Vallejo Belalcázar antes de ser ordenado. La aldea surgió a partir de una bodega de caucheros ubicada a orillas de la quebrada La Perdiz.
En el «informe misionero», a sus superiores eclesiásticos, Fray Doroteo de Pupiales describió así su visita a La Perdiz y la fundación de Florencia:

«El 3 de diciembre desembarqué en La Perdiz, agencia de la compañía Pizarro. Es La Perdiz un lugar a propósito para fundar un pueblo, la tierra muy fértil, el agua es abundante, se cría ganado de toda clase; ese lugar participa de los climas fríos y templados, también los cálidos. El señor Pedro Pizarro y sus socios se empeñan mucho en fundar allí un templo. Di todo lo necesario para ese objeto, y hay mucha gente resuelta a edificar allí su casa con la condición de que los misioneros pongan allí una residencia.

Hacía el espacio de veinte años que ningún sacerdote había pisado esta tierra; así es que la gente recibió gran contento al saber que yo los iba a visitar. Ahí fundé a Florencia el 25 de diciembre de 1902».

Posteriormente, otro fraile conocido como Fidel de Montclair hizo nuevos planos de Florencia entre 1908 y 1909, los cuales fueron ajustando el diseño de lo que es el centro de la ciudad. El último de ellos fijó el parque Santander como el principal de la ciudad, en ese entonces llamado Plaza Pizarro.

### Erección en municipio
Trascurrido el año de 1912, solo diez años después de haber sido bautizado el poblado como Florencia y bajo la Presidencia de Carlos Eugenio Restrepo; se creó la Comisaría Especial del Caquetá y mediante Decreto n.º 642 del 17 de junio de 1912, se elevó el poblado a la categoría de municipio, capital comisarial y se fijaron las condiciones sobre su organización administrativa y territorial. El gobierno central designó como primer alcalde a Isaías Cerquera.

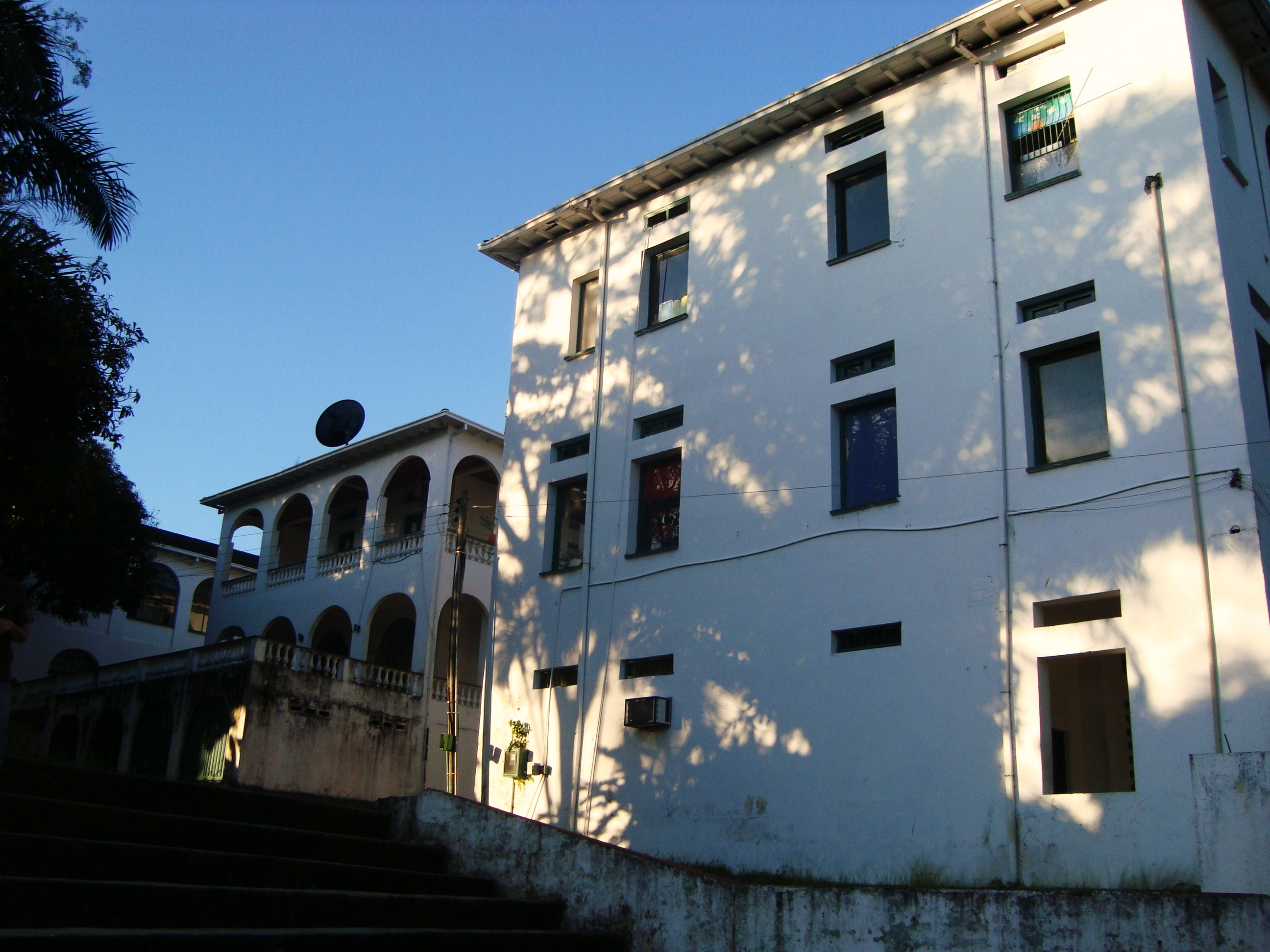
Edificio Curiplaya, patrimonio histórico de la ciudad.

Como consecuencia de la erección en Municipio, el 25 de agosto de 1912 se celebraron los primeros comicios en Florencia, para elegir el primer Concejo municipal, instalado el 1 de septiembre siguiente. Entre los concejales resultó elegido Misael Pastrana Pastrana, padre del expresidente de Colombia Misael Pastrana Borrero y abuelo del también expresidente Andrés Pastrana Arango.
El primer camino de comunicación con el departamento del Huila lo abrió el cauchero Pedro Pizarro. En 1911, el gobierno nacional lo amplió y mejoró; y —con base en el camino de Pizarro— en 1932, se construyó la carretera Garzón-Guadalupe-Florencia, vía necesaria para movilizar las tropas que se dirigían al frente del conflicto por la posesión del Trapecio Amazónico entre Perú y Colombia. La vía empezó a construirse en octubre de 1932 y se terminó en junio de 1933.

### Segunda mitad delsigloXX

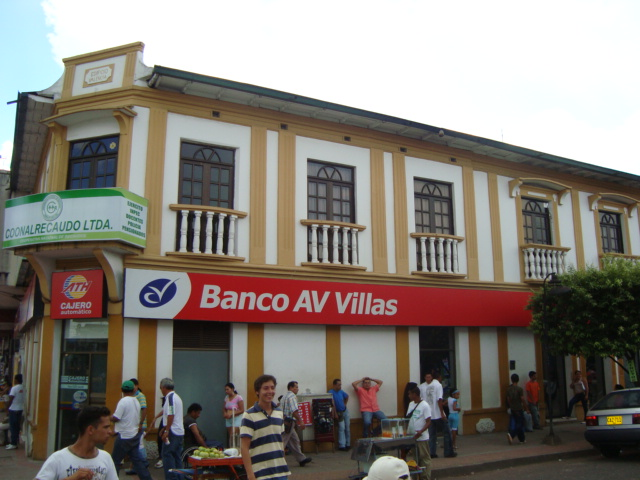
Casa Valencia. Construida en los años 50.

Por Decreto 963 del 14 de marzo de 1950 se creó la Intendencia Nacional del Caquetá y Florencia fue designada como capital. En la década de 1950 se fomentó por parte de religiosos la creación de nuevos colegios como la Normal Superior de Florencia, Juan Bautista Migani y Sagrados Corazones, dando inicio a la alfabetización de la población florenciana.
En los años 1950, bajo el influjo de las oleadas de inmigrantes que huían de la violencia política del centro del país, el caserío empezó a ensancharse, dando origen a los primeros barrios. En 1962, una gran inundación del río Hacha trajo como consecuencia la formación de barrios nuevos, como el Siete de agosto, Torasso, Los Alpes, La Libertad y Juan XXIII.
A partir de los años 1970, el Caquetá vivió al vaivén de la economía del narcotráfico, al igual que de la violencia generada por los grupos al margen de la ley. Desde el punto de vista económico, más allá del surgimiento de una economía ganadera industrial como la Hacienda Larandia, la mayoría de los colonos seguían internándose en la selva para abrir la frontera agrícola del territorio.
En 1981, se creó el departamento de Caquetá y Florencia se ratificó como su capital. El 14 de marzo de 1984, se presentó una toma guerrillera por parte del grupo insurgente Movimiento 19 de abril (M-19), que fue rechazada por el Ejército Nacional.

### Años recientes
En los siguientes años y hasta la actualidad, Florencia ha tenido un importante desarrollo arquitectónico y urbanístico, a través de la construcción de varios edificios como el Palacio Municipal, la torre Jorge Eliécer Gaitán y el edificio de la Gobernación del Caquetá. También afectó el desarrollo urbanístico del municipio la agregación Malvinas, que ocupa gran parte de la comuna oriental de la ciudad. También se crearon barrios y urbanizaciones adicionales en el sur de la ciudad, como Bellavista, Villamónica y Yapurá.

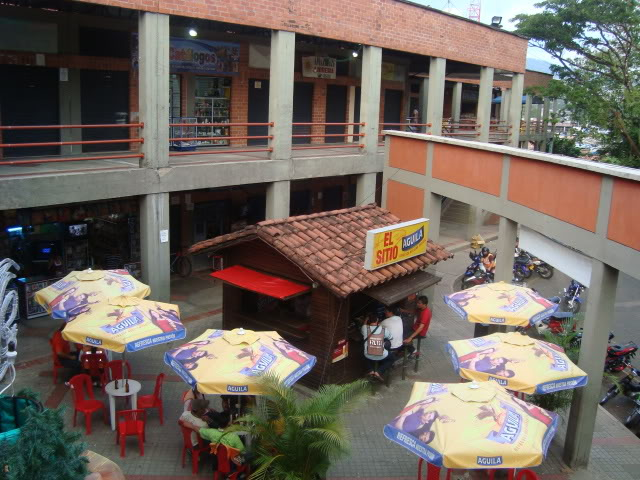
Centro comercial La Perdiz, construido en 2003.

En 1999, se inauguró el tercer puente vehicular sobre la quebrada La Perdiz, bautizado como Fray Doroteo de Pupiales como homenaje al fundador de la ciudad. El 4 de octubre de este mismo año, se desbordaron el río Hacha y las quebradas La Perdiz y La Sardina, lo que dejó a centenares de familias damnificadas. Este hecho originó la construcción de la Ciudadela Habitacional Siglo XXI, una solución de vivienda de interés social para 3000 familias en la zona de expansión urbana al occidente de la ciudad.
El 17 de julio de 2002 abrió sus puertas el Centro Múltiple de Servicios de la Caja de Compensación Familiar del Caquetá (Comfaca), ubicado en el edificio Victoria Regia, una de las estructuras más avanzadas del sur del país. Incluye entre otras facilidades, la primera sala de cine que funciona en Florencia luego de casi 20 años del cierre de los teatros «Florencia» y «Los Alpes».
En 2003, se realizaron múltiples obras públicas, como la construcción de andenes en el microcentro de la ciudad, la inauguración de la avenida Centenario y la edificación del centro comercial La Perdiz, que recuperó el espacio público de la ciudad, reubicando cerca de 400 vendedores estacionarios. En ese mismo año también inició operaciones una nueva sede de la Clínica Saludcoop Santa Isabel, primer centro sanitario en ofrecer servicios de salud con tecnología de punta en la ciudad. También en 2003 se dio al servicio la carretera Florencia-Suaza-Altamira, reemplazando el antiguo camino construido durante el conflicto colombo-peruano de 1932.

## Demografía
Según cifras del DANE, en el año 2005 Florencia contaba con una población de 137 896 personas, con una densidad de aproximadamente 68,7 habitantes por kilómetro cuadrado, concentrando el 34,2 % de la población del departamento de Caquetá. Del total, 120 403 personas vivían en la cabecera municipal y 17 493 en el área rural. El 49,7 % corresponden a hombres y el 50,3 % a mujeres. Según el censo DANE 2005, el 41,3 % de la población florenciana nació en otro lugar. En el municipio se presentaba una tasa de analfabetismo del 8,7 % en la población mayor de 5 años de edad. El 38,3 % de la población contaba con educación básica primaria, el 19,6 % con básica secundaria y el 9,5 % contaba con educación superior.

### Etnografía
Según las cifras del DANE sobre el censo 2005, la composición etnográfica del municipio es:
- Mestizos & Blancos: 95,9 %
- Afrocolombianos: 3,3 %
- Indígenas (de las etnias Coreguaje y Emberá-Katío principalmente): 0,8 %

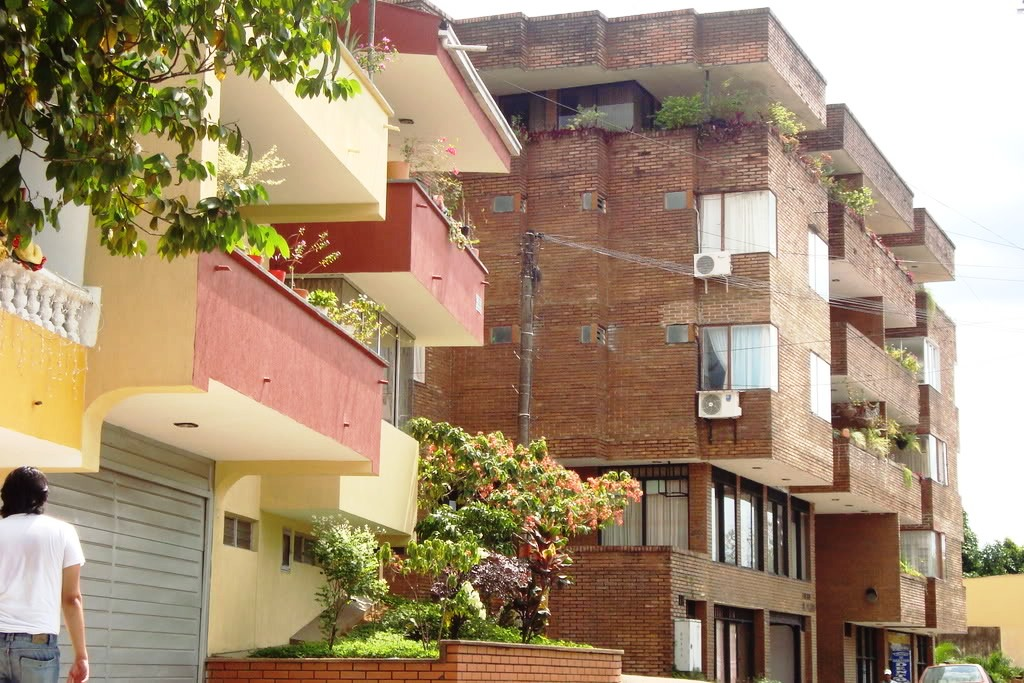
Zona residencial del barrio El Prado.

### Vivienda
Durante el censo de 2005 fueron registradas en Florencia un total de 31 587 unidades de vivienda, de las cuales el 13,4 % pertenecían al área rural y el 86,6 % al área urbana, con una densidad de 23,35 viviendas por hectárea y un promedio de 4,4 habitantes por vivienda; el 87,6 % del total correspondía a casas, el 9,6 % a apartamentos y el 2,9 % a habitaciones u otro tipo de viviendas.
Del total de viviendas, el 93,5 % contaba con servicio de energía eléctrica, mientras que un 87,3 % tenía servicio de acueducto, un 74,4 %, servicio de alcantarillado y un 44,9 %, servicio de telefonía fija. El servicio de gas natural domiciliario fue introducido en 2009. En el municipio de Florencia, según la estratificación socioeconómica utilizada para el cobro de tarifas de servicios públicos, el 49 % de las viviendas se encuentran en el estrato 1; el 32,85 % en el 2; el 8,65 % en el 3; el 2 % en el 4; el 1 % en el sector oficial y el 6,5 % en el comercial.

## División Política-Administrativa

Comunas de Florencia

### Comunas de Florencia
La Cabecera municipal se encuentra dividida en cuatro comunas, en la que encuentra los 189 barrios. Ocupando un perímetro en 2008 de un área superior a 1456 ha.
| Comunas de Florencia | Comunas de Florencia |
| Comuna n.º           | Barrios              |
| -------------------- | -------------------- |
| 1. Norte             | 51                   |
| 2. Occidental        | 19                   |
| 3. Suroriental       | 39                   |
| 4. Oriental          | 80                   |
| Total barrios: 189   |                      |

### Corregimientos
Florencia tiene bajo su jurisdicción varios centros poblados, que en conjunto con otras veredas, constituye los siguientes corregimientos:
| Corregimiento | Centros Poblados                                              | Veredas    |
| Caraño        | - Caraño - Sebastopol                                         | 36 veredas |
| El Danubio    |                                                               | 13 veredas |
| Orteguaza     | - La Esperanza - San Antonio de Atenas - Santana Las Hermosas | 26 veredas |
| San Martín    |                                                               | 11 veredas |
| San Pedro     | - El Pará - Norcasia                                          | 24 veredas |
| Santo Domingo |                                                               | 27 veredas |
| Venecia       | - Capitolio - Puerto Arango - Venecia                         | 11 veredas |

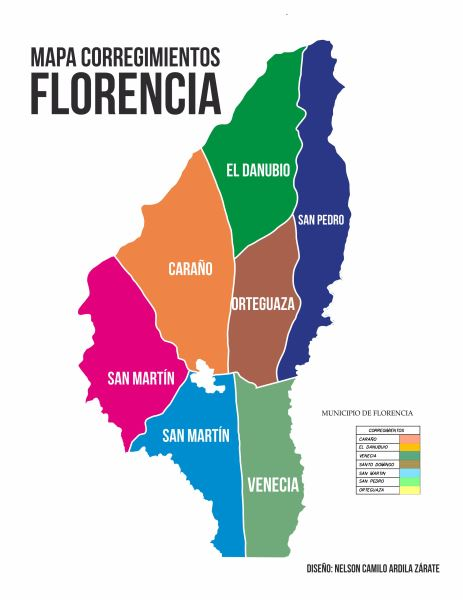
Corregimientos de Florencia

El sector rural comprende aproximadamente 2200 km². Adicionalmente, forman parte del municipio los resguardos indígenas: Gorgonia, Honduras y San Pablo El Pará.

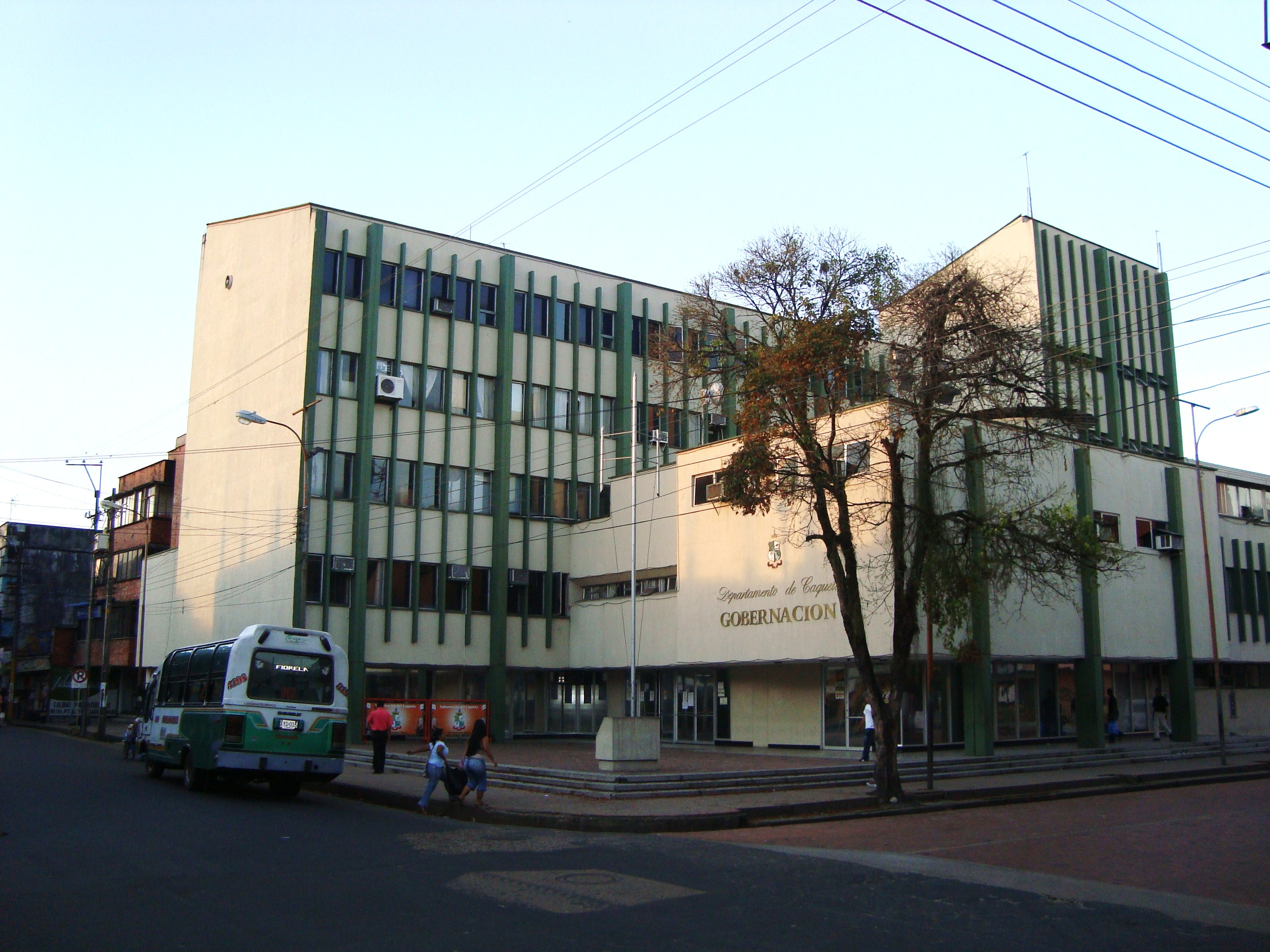
Edificio de la Gobernación de Caquetá en Florencia.

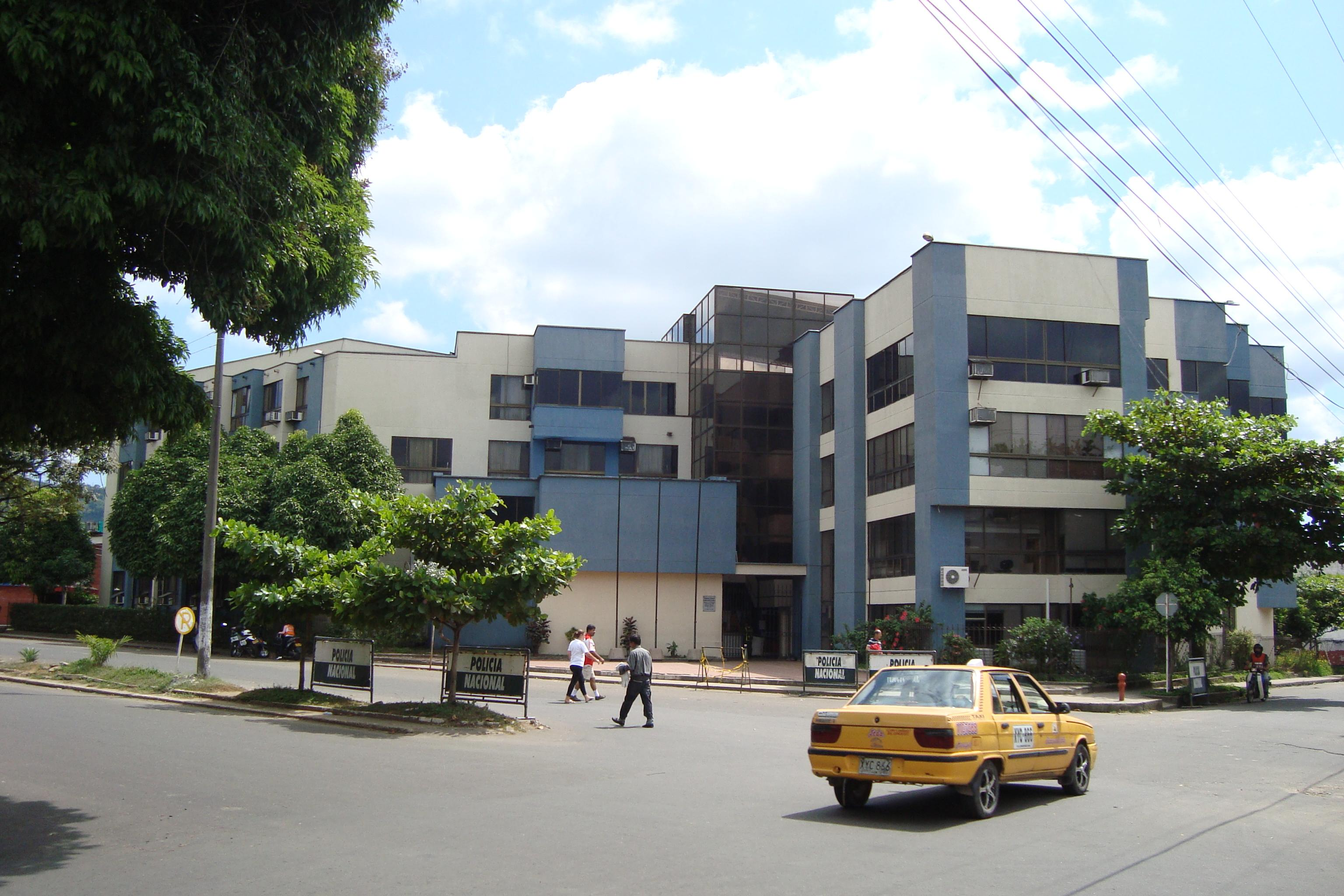
Palacio de Justicia, sede del Tribunal Superior del Distrito Judicial de Florencia.

## Organización administrativa

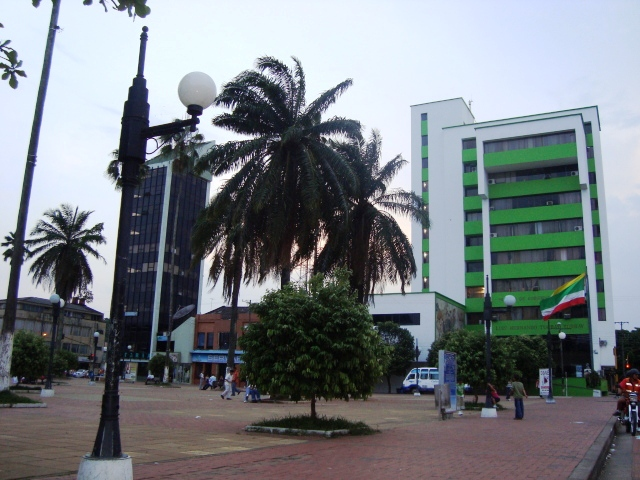
Plaza Pizarro, epicentro de la administración de la ciudad.

Florencia es un municipio de categoría tercera y es identificado por el DANE mediante el código 18001. El Alcalde de Florencia es el jefe de gobierno y de la administración municipal, representando legal, judicial y extrajudicialmente a la ciudad. Es un cargo de elección popular para un período de cuatro años mediante sufragio universal y directo. Bajo su responsabilidad se encuentran las secretarías e institutos municipales cuyos funcionarios principales son nombrados por el alcalde. 
Florencia en su calidad de capital de Caquetá, es el lugar donde se ubica la Gobernación de Caquetá. El Palacio Departamental se localiza a pocos metros de la Alcaldía, en los alrededores de la Plaza Pizarro, y es el epicentro del poder ejecutivo. A cargo de la gobernación están algunas entidades con sede en la ciudad, como la Universidad de la Amazonia.
Florencia es cabecera de círculo principal de Notariado y Registro con jurisdicción sobre todo el departamento y además corresponde a la circunscripción electoral del Caquetá. La Asamblea Departamental, localizada también en la ciudad, es el órgano legislativo del Caquetá y está compuesta por 11 diputados.
El poder judicial en la ciudad se encuentra conformado por el Tribunal Superior del Distrito Judicial de Florencia, que cuenta con jurisdicción sobre todo el Caquetá, y además es cabecera de círculo judicial sobre los municipios de Florencia, La Montañita, Puerto Milán y Solano, al cual está asignado el centro penitenciario y carcelario El Cunduy, localizado en el norte de la ciudad. Adicionalmente, entre 2010 y 2011 se construyó la nueva penitenciaría de mediana seguridad «Las Heliconias» en el corregimiento de San Martín al suroriente de la ciudad, para albergar presos de departamentos como Caquetá, Huila y Tolima.
El Concejo municipal posee atribuciones legislativas y es el encargado de ejercer el control político en la administración municipal. Se encuentra compuesto por 17 concejales, los cuales son elegidos democráticamente cada cuatro años.
Presupuesto
El presupuesto municipal es presentado por el alcalde para cada vigencia anual y aprobado por el Concejo. Para 2017 se aforó en COP 217 000 millones.
Durante 2014, alrededor del 78 % de los ingresos operacionales del presupuesto de la ciudad provenían de las transferencias que realiza el Gobierno Nacional mediante el Sistema General de Participación, totalizando COP 139 910,4 millones; el 17 % correspondía a ingresos de libre destinación por concepto de tributos municipales como el impuesto predial, la sobretasa a la gasolina y el impuesto de industria y comercio, que sumaron COP 30 991,5 millones; el 5 % restante corresponde al neto de ingresos no tributarios por COP 9914,5 millonesy devoluciones y descuentos por COP -1133,8 millones.

### Defensa y seguridad ciudadana
Florencia es sede de la Sexta División del Ejército de Colombia. De dicha división, la Decimosegunda Brigada y algunos de sus batallones como el Juanambú (infantería), General Liborio Mejía (ingenieros), Diosa del Chairá (contraguerrillas), Héroes del Güepí (infantería) y el GAULA Caquetá se encuentran acantonados en el municipio. De igual forma, la Fuerza de Tarea Conjunta Omega fue activada con puesto de mando en el Fuerte Militar Larandia, en zona rural de Florencia. Así mismo, en la ciudad tiene asiento el Departamento de Policía Caquetá, creado en 1980.
En la ciudad está disponible una línea de emergencias conocida como «Número Único de Seguridad y Emergencias». Al igual que en el resto del país, se accede a ella marcando el teléfono gratuito 123, número a través del cual se reciben las llamadas de los ciudadanos que solicitan servicios de policía, ayuda en casos de emergencias y desastres de cualquier tipo, o situaciones de crisis, y a su vez permite despachar en forma coordinada las unidades de los organismos de seguridad y emergencia con que cuenta la ciudad.

### Área metropolitana
El área metropolitana es una conurbación colombiana no oficialmente constituida, pero existente de facto; reúne los municipios geográficamente más cercanos a la ciudad de Florencia, estos son: La Montañita y Morelia, todos pertenecientes al Departamento de Caquetá Su núcleo político y económico es Florencia.
| Florencia    | 2292 | 178.640 |  |
| La Montañita | 1484 | 14.692  |  |
| Morelia      | 465  | 3.747   |  |
| Total        | 4241 | 197.079 |  |
| DANE 2018    |      |         |  |

## Economía

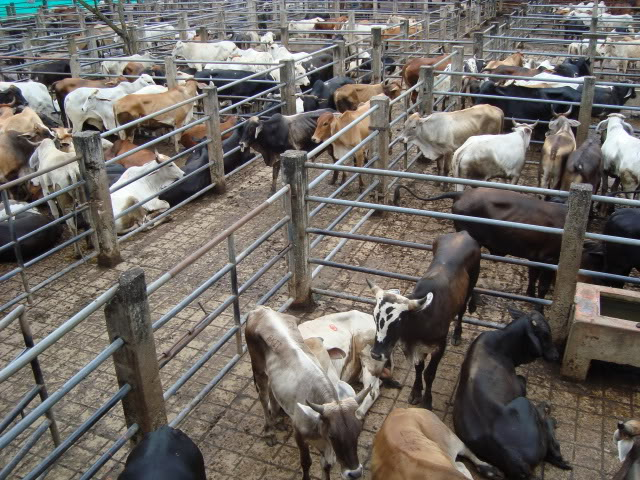
Feria ganadera en las instalaciones de la Compañía de Ferias y Mataderos del Caquetá —Cofema—.

### Sector primario
La actividad agropecuaria del municipio está principalmente asociada a la ganadería bovina —carne, leche y doble propósito—, así como a la explotación agrícola de cultivos permanentes como el plátano, la yuca y el café.
Ganadería y pesca
La ganadería se caracteriza en la región por ser de tipo extensivo y de bajo componente tecnológico. Para 2009, el municipio de Florencia contaba con 65 616 bovinos, equivalentes al 5,48 % del ganado del departamento, en un área cercana a las 160 000 hectáreas.

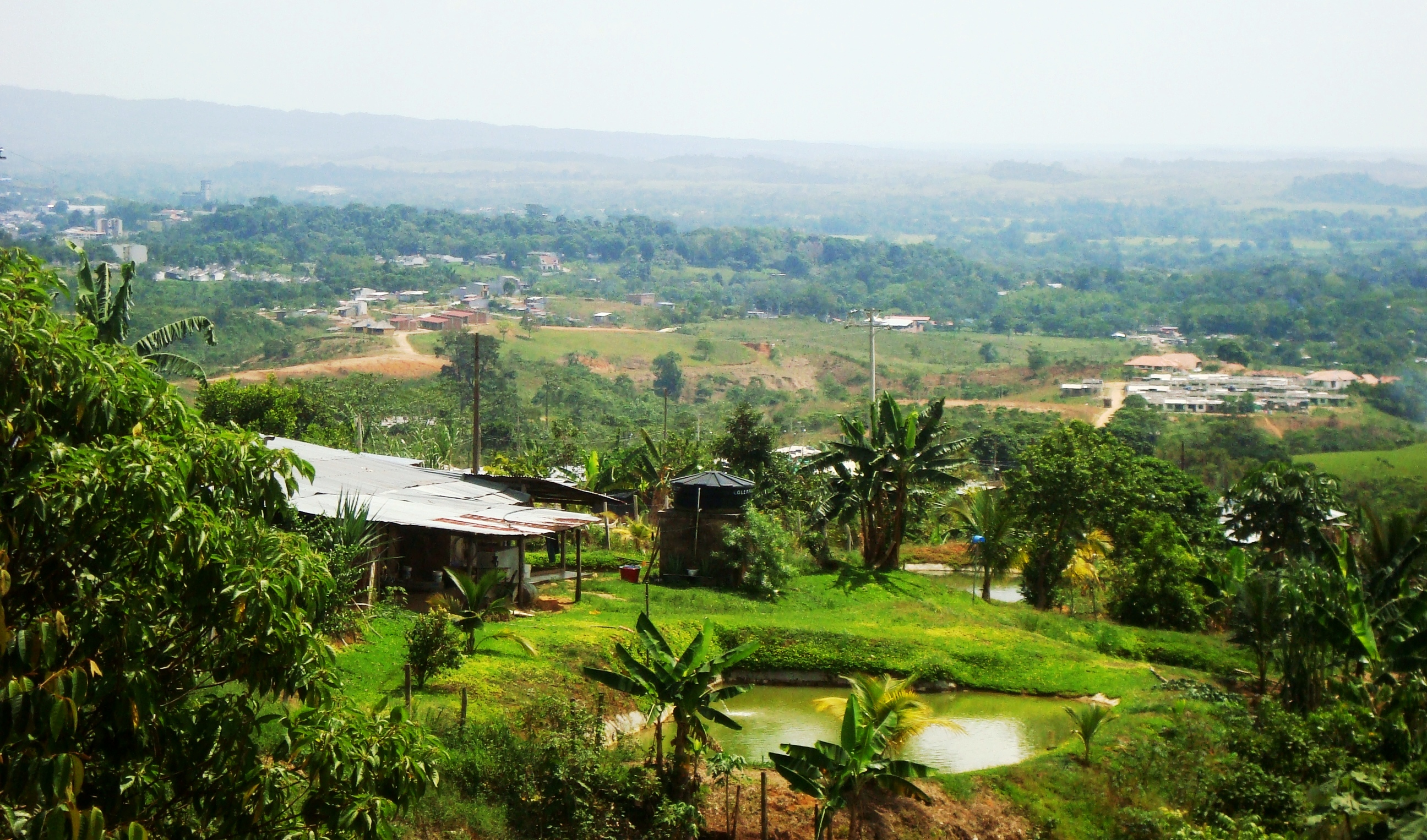
Agricultura de subsistencia en zona suburbana de Florencia.

La explotación piscícola está ampliamente extendida en el sector rural de Florencia, en donde existen más de 550 estanques para la cría de especies como cachama, mojarra, sábalo y bocachico.
Agricultura
Si bien una buena parte de los cultivos corresponde a agricultura de subsistencia, este renglón ocupa un lugar importante en la economía florenciana. El principal cultivo permanente es el plátano, con una producción anual de 3570 toneladas en 2010, seguido por la yuca o mandioca, de la cual se produjeron en el municipio alrededor de 2700 toneladas en el mismo año. También existen plantaciones de café amazónico —22,5 % del área total plantada en el departamento— caña panelera, piña, maíz, flores exóticas como la heliconia y el bastón de emperador, además de frutales amazónicos como arazá, cocona y copoazú.
Minería

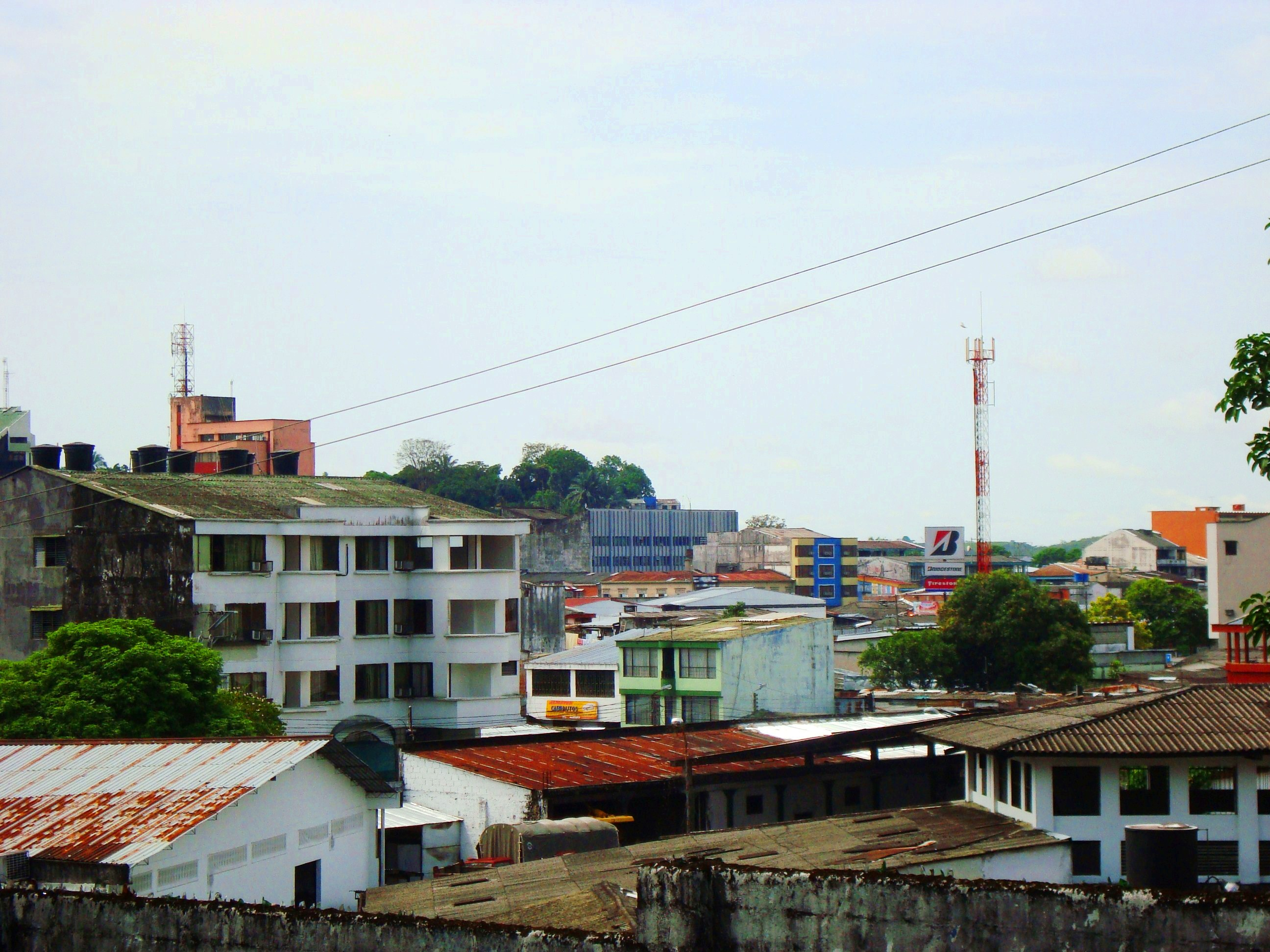
Centro de Florencia, corazón de la actividad comercial de la ciudad.

La actividad minera se reduce al aprovechamiento de material de arrastre, a la extracción de feldespato y mica, y esporádicamente a la minería de aluvión.

### Sector secundario

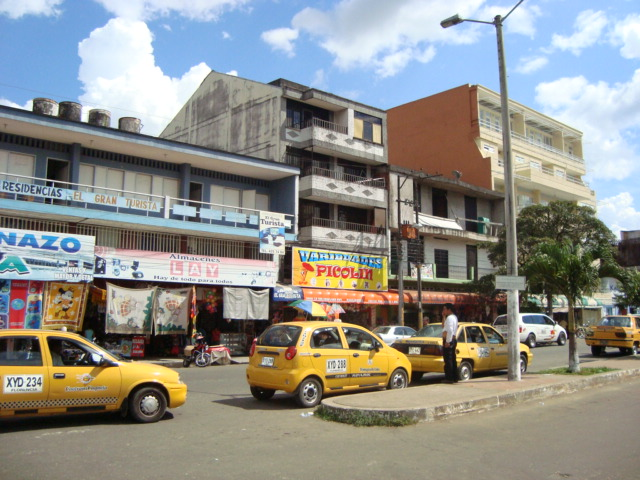
Zona comercial en el centro de Florencia.

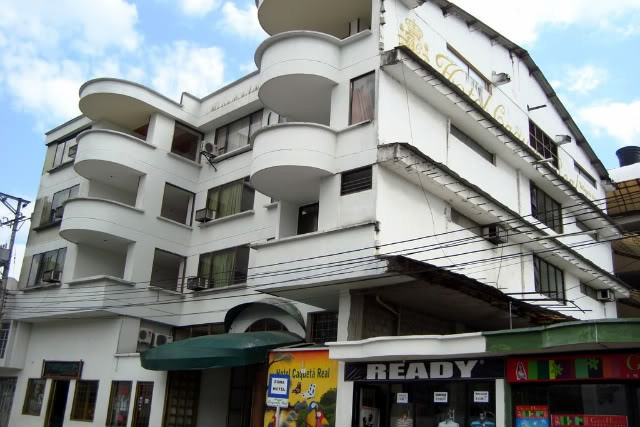
Hotel Caquetá Real, uno de los más tradicionales de la ciudad.

Industria
Existe un considerable número de artesanos dedicados a la pequeña industria, que han constituido microempresas donde elaboran y comercializan productos en el ámbito local, dentro de los cuales se destacan las artesanías en guadua, artesanías indígenas, ebanistería, quienes distribuyen sus productos en diferentes puntos de la ciudad. La industria de alimentos y bebidas ocupa cerca del 8 % del total de empresas registradas en la Cámara de Comercio de Florencia, destacándose la fabricación de bebidas gaseosas, productos lácteos y empacadoras de café.
Construcción
La actividad constructiva potencial en la ciudad de Florencia ha presentado una tendencia ascendente en los últimos años. El área aprobada durante 2015 alcanzó los 89 580 m², ocupando el primer puesto a nivel nacional en dinámica inmobiliaria, con un Índice de Valor Predial de 7,3 (a pesar de que en 2014 fue mayor: 7,45), debido al comercio y al incremento de la construcción, específicamente en la parte noroccidental, representada en proyectos de vivienda multifamiliar de estratos 3 y 4. Según el IGAC, Los precios de la tierra en Florencia han presentado un incremento entre el 3 y el 10 por ciento. Sin embargo, algunos sectores reflejaron un incremento superior, por presentar mayor desarrollo constructivo y mejoramiento en la estructura vial.

### Sector terciario
Comercio
De acuerdo con los resultados del censo DANE 2005, del total de establecimientos dedicados a actividades económicas, en el 59,5 % se desarrollan actividades comerciales, el 9,9 % se dedica a la industria, el 29,5 % a servicios y el 1,0 % a otras actividades.
En el primer trimestre de 2012 inició la construcción del Centro comercial Gran Plaza Florencia, el primer centro comercial de gran formato en todo el departamento de Caquetá. Fue inaugurado el 31 de mayo de 2013, luego de una inversión superior a los 57 000 millones de pesos, cuenta con 134 locales comerciales en un área de 33 900 m² e incluye un almacén Éxito como tienda ancla.
Servicios
El sistema financiero en Florencia está constituido por oficinas de bancos, compañías de financiamiento comercial y cooperativas de ahorro y crédito, entre los que se destacan Banco de Bogotá, Banco de Occidente, Bancolombia, Banco Popular, Banco AV Villas, Banco Davivienda, BBVA, Banco Caja Social, Bancoomeva, Banco Agrario, Banco WWB, Bancamía, Finamérica, Coonfíe y Utrahuilca. Por toda la ciudad se dispone de cajeros automáticos (ATM) tanto en las oficinas bancarias, como en los lugares de mayor afluencia de público.
En cuanto a servicios hosteleros, Florencia contaba en 2010 con una oferta total en servicios de alojamiento de 82 establecimientos registrados, con una capacidad de 1744 plazas en 1301 habitaciones. El 32 % de los establecimientos corresponde a hoteles, el 54 % a residencias, el 8 % a apartamentos, el 5 % a centros recreacionales o alojamiento turístico y el 1 % a hostales.

### Empleo y nivel de precios
Según estadísticas del DANE, en 2015 la tasa de desempleo en Florencia terminó en 11,5 % frente a 12,7 % presentado en 2014, en tanto que la tasa de ocupación aumentó de 54,3 % a 55,0 %. La tasa de subempleo subjetivo registró 30,4 %, es decir, 1,8 puntos más que en 2014, con un mayor porcentaje para aquellos que consideraron su empleo inadecuado por ingresos en un 27,6 %. La tasa de subempleo objetivo fue de 11,3 %, 0,6 puntos menos que el año anterior, y la mayor proporción también fue para el empleo inadecuado por ingresos con 10,0 %. Para 2015, el total de las ramas de actividad presentó un crecimiento de 3,8 %; el que tuvo el mayor número de ocupados fue comercio, hoteles y restaurantes, con una participación de 36,3 %; seguida de servicios comunales, sociales y personales con 28,6 %; y transporte, almacenamiento y comunicaciones con 11,6 %. El mayor incremento de ocupados en el último año, respecto al 2014, fue intermediación financiera con 17,9 %, seguida de actividades inmobiliarias con 16,6 %. Del total de ocupados en Florencia para 2015, el 42,1 % fue para cuenta propia, el 35,3 % para empleado particular, el 10,1 % empleado del gobierno, el 3,9 % empleados domésticos y trabajador familiar sin remuneración el 3,8 %
Por otro lado, Florencia fue incluida desde 2009 entre las 24 ciudades en las que el DANE efectúa el cálculo del índice de precios al consumidor (IPC). En 2015, la variación del IPC en Florencia se ubicó en 6,80 %, misma variación registrada a nivel nacional.

## Infraestructura de transporte

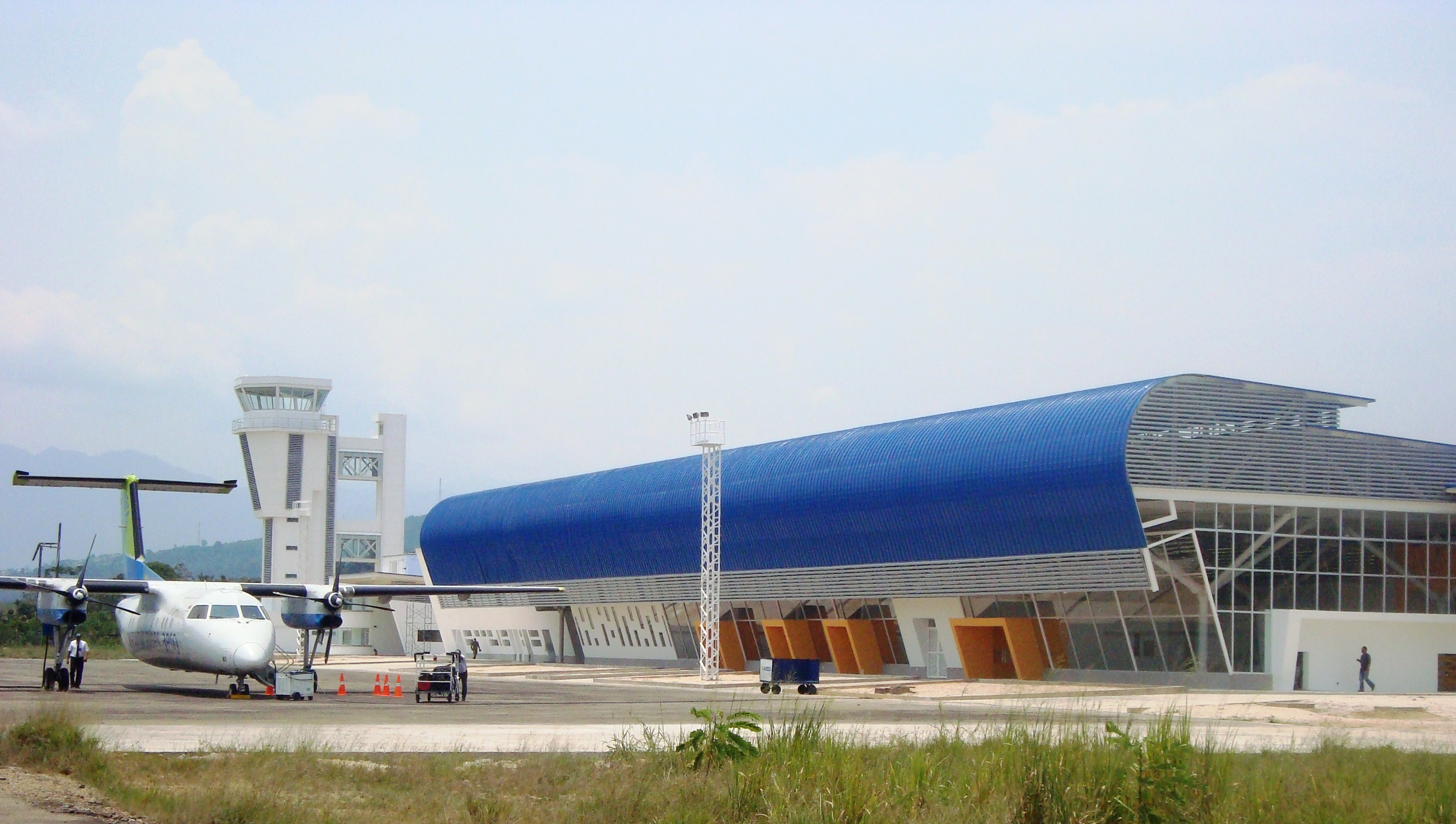
Terminal de pasajeros y torre de control del aeropuerto de Florencia.

### Transporte aéreo
El transporte comercial de pasajeros por vía aérea se realiza a través del aeropuerto Gustavo Artunduaga Paredes, ubicado en la vereda Capitolio a 3 kilómetros al sur de la ciudad. En él operan las aerolíneas Avianca, EasyFly y la estatal Satena, que ofrecen vuelos comerciales regulares a Bogotá, Cali y algunos destinos regionales. Desde 2010 este aeropuerto ha venido siendo sometido a varias mejoras, incluyendo la construcción de un nuevo terminal de pasajeros, torre de control, bodegas de carga, estación de bomberos y ampliación de la plataforma, así como la renovación de la estación terrestre VOR y nuevos sistemas de navegación digital.
En zona rural de Florencia también se ubica el aeropuerto Larandia, desde donde operan vuelos militares al hacer parte de la base conjunta de la Fuerza Aérea, el Ejército y la Armada de la República de Colombia.

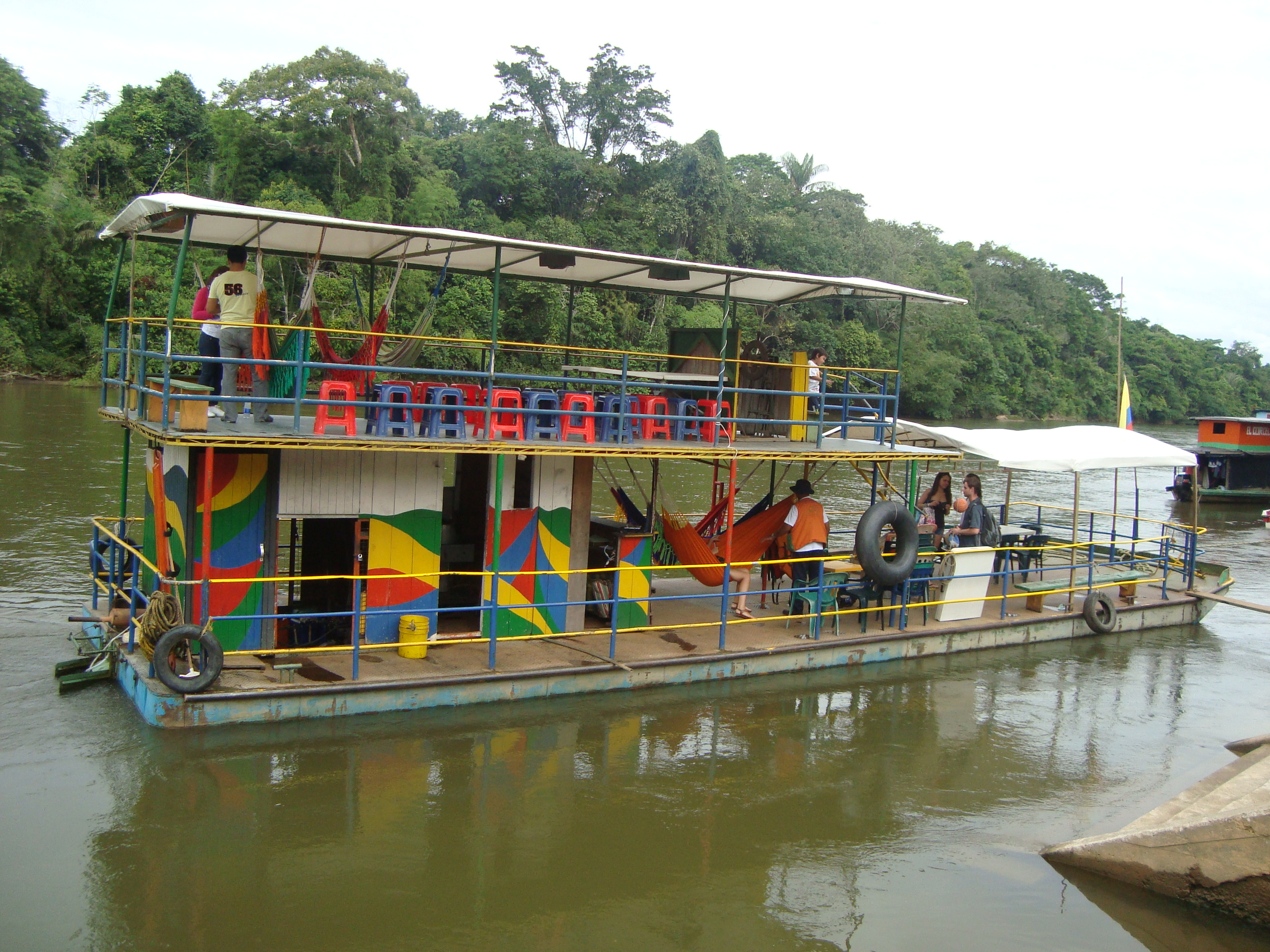
Transporte en ferri por el río Orteguaza, cerca de Puerto Arango.

### Transporte fluvial
El principal puerto fluvial del Municipio de Florencia es conocido como Puerto Arango, emplazado a orillas del río Orteguaza en el corregimiento Venecia, a 20 minutos del centro de la ciudad. Además del puerto fluvial, en Puerto Arango existe un núcleo de población compuesto por cerca de 500 personas que se dedican principalmente a actividades comerciales y propias del transporte. En este lugar se comercializa la madera, el ganado y los productos agrícolas. Desde allí parten líneas regulares de carga y pasajeros hacia poblaciones ubicadas sobre este río y sobre el Río Caquetá. Los destinos más frecuentes son Puerto Milán, San Antonio de Getuchá, Solano, Herichá y La Tagua (Putumayo).

### Transporte por carretera

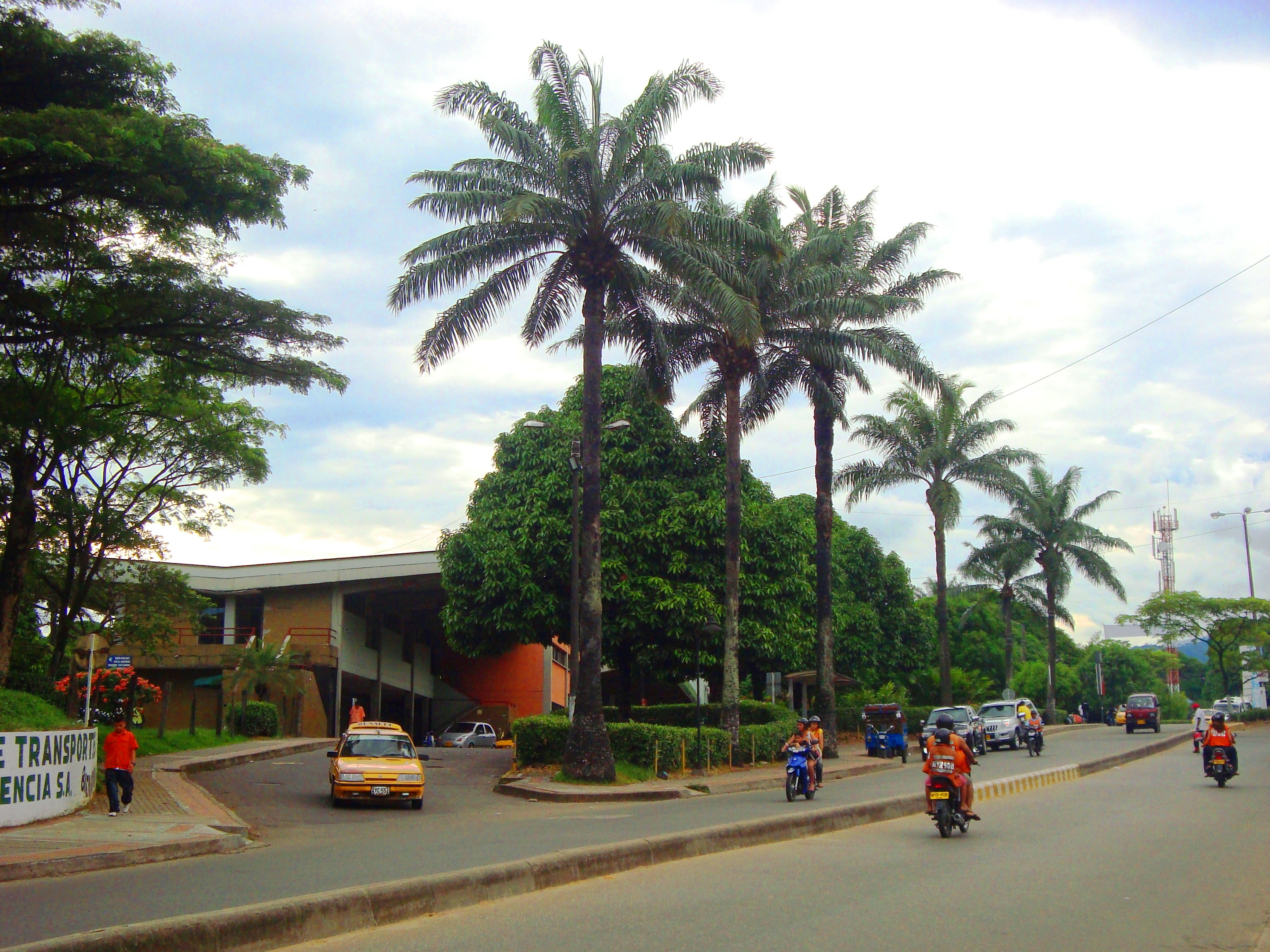
Av. Circunvalar Roberto Claros frente al Terminal de Transportes de Florencia.

La ciudad está comunicada con el resto del departamento de Caquetá y con el interior del país a través de las siguientes conexiones a la red vial nacional:
- Carretera Nacional 20: Por esta vía, después del cruce en Altamira con la Carretera Nacional 45, se puede llegar a las ciudades de Neiva, en un recorrido de 226 km; Bogotá, ubicada a 519 km de distancia; y desde allí al resto del país.[6]
- 'Carretera Nacional 65 o Carretera Marginal de la Selva: corresponde al tramo Troncal de la Selva.[71]

Florencia cuenta con un terminal de transporte terrestre, inaugurado el 7 de mayo de 1990. Desde allí, alrededor de 20 empresas locales y nacionales prestan el servicio de transporte público de pasajeros y carga a todos los municipios del Caquetá y a múltiples destinos nacionales.

### Transporte público y movilidad

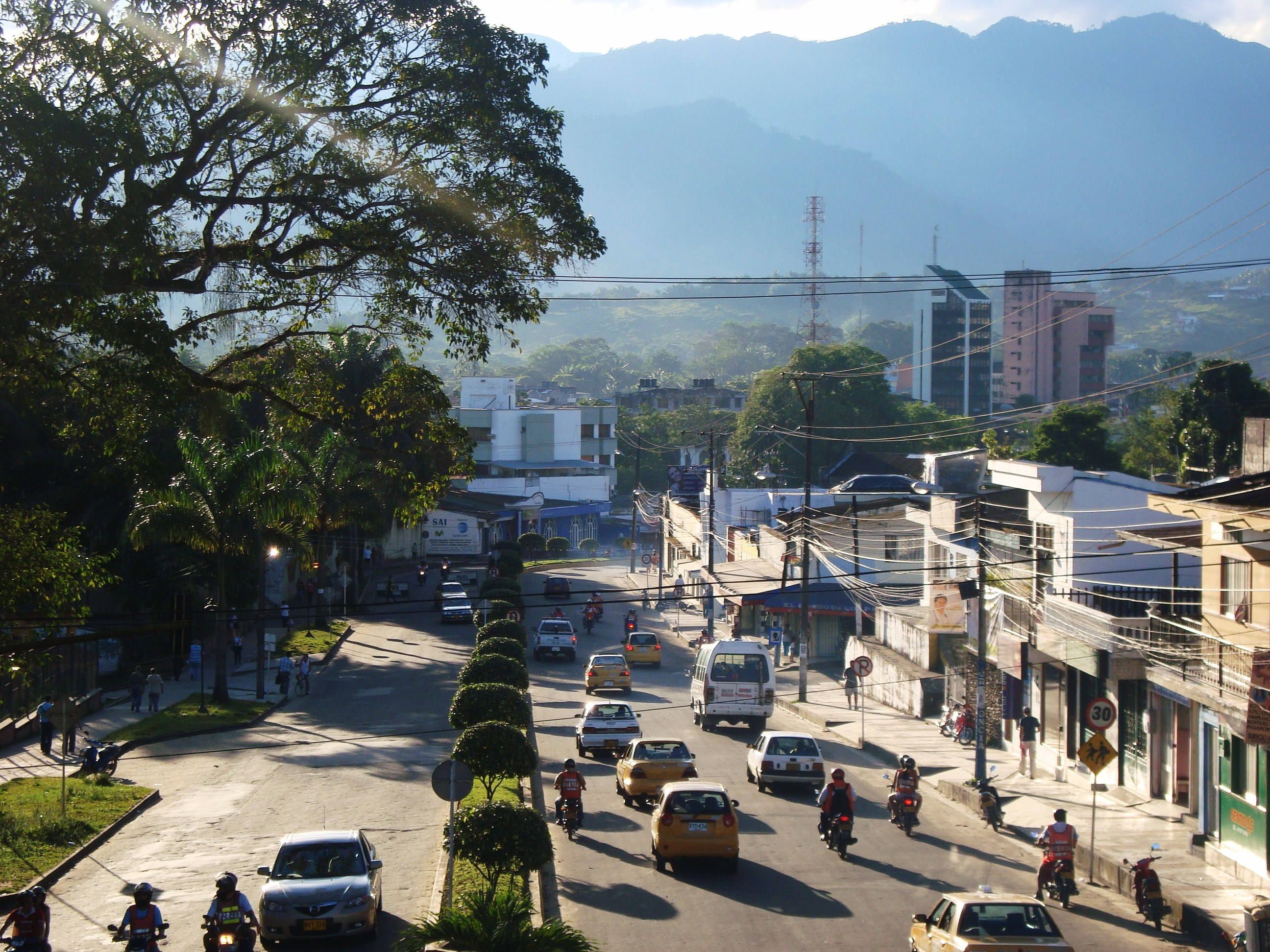
Avenida Fundadores, una de las principales arterias viales de Florencia.

En 2009, fue formulado el Plan Maestro de Movilidad para la ciudad, en donde se contempla la revisión de la malla vial, la red de transporte, semaforizacion, modificación de rutas, construcción de andenes, zonas de aparcamiento, entre otras.
Autobuses urbanos
En Florencia existe una red de autobuses urbanos operada por tres empresas de transporte público: Coomotor Florencia, Cootranscaquetá y Cyberbus. Estas empresas están constituidas bajo la figura de cooperativas y a través de sus diferentes rutas comunican el centro con los diferentes barrios de la ciudad. Para 2010, el parque automotor de esta red estaba conformado por 151 vehículos, que transportaron un promedio diario de 20 049 pasajeros.
Actualmente estás empresas prestadoras del servicio colectivo urbano en la ciudad, tienen asignadas las rutas de la siguiente manera; Cyberbus tiene a cargo las rutas: 1, 3, 5, 9, 11, 12, 13 y 14. Cootranscaquetá las rutas 6 y 10. Coomotor Florencia la ruta: 4/7. Cubriendo aproximadamente el 90% de los barrios y comunas en la capital caqueteña. El valor del pasaje en todas las rutas urbanas es de 2.500 a excepción de las dos rutas suburbanas como lo es la ruta 5 que tiene un valor de 3.500 pesos y la ruta hacia sebastopol que tiene un valor de 2.800 pesos.
Taxis de servicio público
También existe una importante flota de taxis urbanos que son operados por personas naturales o por medio de varias cooperativas entre las que se encuentran Caquetaxi, Transgacela, Cootransunidos y Cootransflorencia. El precio de un servicio dentro del área urbana es de alrededor de seis mil pesos, aunque existen tarifas diferenciales para servicios hacia el aeropuerto Gustavo Artunduaga, Cofema y otras zonas suburbanas. En la ciudad se dispone del servicio de taxis puerta a puerta operado por dos compañías de radiotaxi las 24 horas.
Arterias viales
El sistema vial de Florencia está constituido por 150 km de vías urbanas y 337 km de vías rurales. En el área urbana está organizado en calles —sentido este-oeste— y carreras —sentido norte-sur—, clasificadas de la siguiente manera:
- Vías arterias: 23,6 %
- Vías colectoras: 10,4 %
- Vías de servicio: 65,9 %

## Servicios públicos

### Saneamiento básico
El servicio de acueducto es prestado por la Empresa de Servicios de Florencia —Servaf S.A. ESP—. De acuerdo con la más reciente medición del año 2009, el agua suministrada por esta empresa cumple satisfactoriamente con los valores admisibles en los parámetros de la Resolución 2115 del 22 de junio de 2007 por medio de la cual se señalan las características, instrumentos básicos y frecuencias del sistema de control y vigilancia para la calidad del agua para consumo humano. El servicio contaba con una cobertura del 83,2 % a diciembre de 2020.
La red de alcantarillado del municipio de Florencia tenía una cobertura del 52,2 % a 2020 y es operada por la Empresa de Servicios de Florencia —Servaf S.A. ESP— desde 1992. Sin embargo, existen algunos sectores de la ciudad que cuentan con redes independientes y pozos sépticos, por lo que desde 2009 se inició un proceso de entrega de redes de alcantarillado por parte del municipio de Florencia a la empresa Servaf S.A. ESP para su administración y operación. El servicio de recolección de desechos sólidos en Florencia mediante vehículos con cajas compactadoras es prestado por dos empresas: Servintegral S.A. ESP, que opera desde 2003; y por la Empresa de Servicios Ambientales del Caquetá S.A. ESP, en operación desde agosto de 2011. La cobertura del servicio para 2009 es del 99,5 %.

### Energía

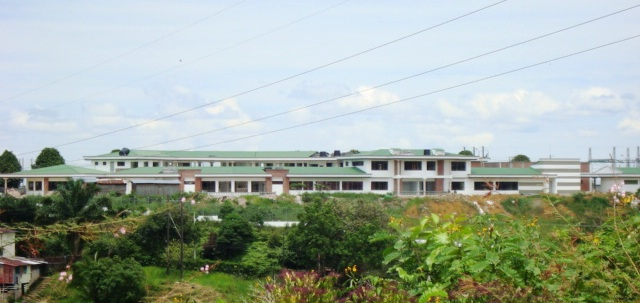
Sede de Electrocaquetá S.A. ESP. y subestación eléctrica El Cunduy en el norte de Florencia.

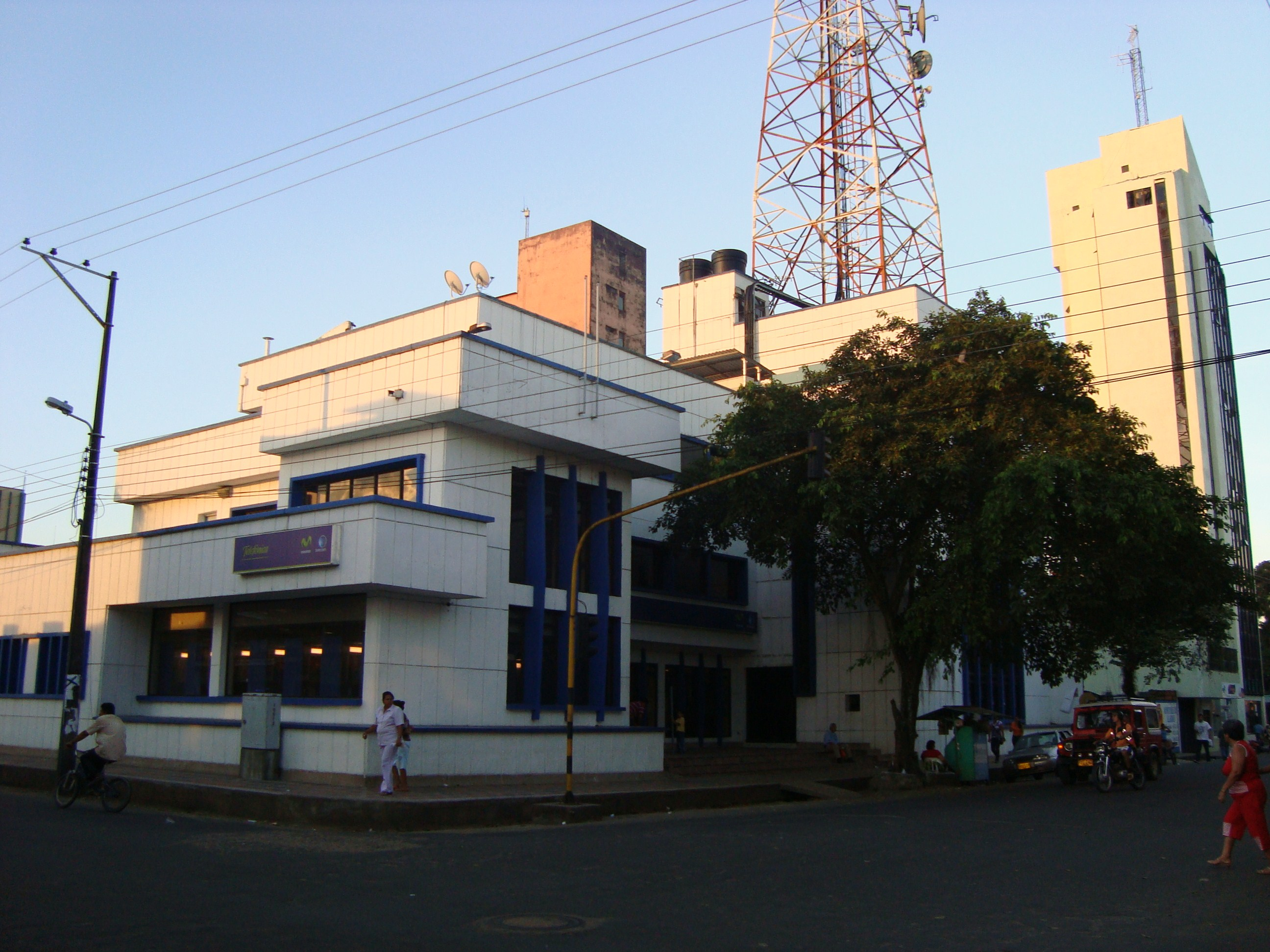
Edificio de Telefónica Colombia en el centro de Florencia.

El servicio de distribución y comercialización de energía eléctrica en el Departamento de Caquetá es prestado desde 1978 por la empresa Electrocaquetá S.A. ESP. En 2021, Florencia contaba con 61 200 suscriptores, de los cuales el 92,3 % correspondía al sector residencial, el 7,1 % al sector comercial, el 0,5 % al oficial y el 0,1 % al industrial.
El servicio de gas natural domiciliario a través de red local de gasoductos es prestado por la empresa Alcanos de Colombia S.A. La operación de este servicio inició en diciembre de 2008 con la conexión de los primeros 300 usuarios en la zona norte de Florencia. A diciembre de 2021, la cobertura superaba el 69 % de los hogares de la ciudad, con 44 088 suscriptores. Adicionalmente, varias empresas ofrecen la venta minorista de gas licuado de petróleo —GLP— en cilindros o bombonas, para lo cual cada una de ellas dispone de plantas de envasado en la ciudad. El abastecimiento de gasolina a la ciudad de Florencia y a todo el departamento de Caquetá se realiza desde las instalaciones de almacenamiento de la compañía Terpel.

### Telecomunicaciones
En el municipio de Florencia, el servicio de telefonía fija es prestado por la empresa Telefónica Telecom S.A. ESP. La mayor cobertura está dada en el área urbana con un 99,68 % del total de suscriptores, es decir 22 781 de un total de 22 853 líneas en 2008. El servicio móvil de voz, datos e Internet es prestado por los diferentes operadores nacionales, así como por el operador de trunking digital Avantel. El servicio de acceso a Internet es prestado por varias empresas, entre las cuales destacan Telefónica Telecom S.A. ESP, Telmex y Visapline quienes ofrecen conectividad a través de banda ancha por fibra óptica y líneas telefónicas (internet conmutado). El servicio de televisión por cable es prestado por las empresas Telmex y Asociación de Medios Comunitarios Canal 3 Televisión. Adicionalmente, las compañías Telefónica Telecom S.A. ESP y DirecTV ofrecen el servicio de televisión digital satelital.

### Abastos
Florencia cuenta con dos plazas de mercado municipales, donde se encuentran instalados múltiples puestos de venta de alimentos especializados por productos —frutería, pescadería, carnicería, entre otros—. El principal centro de abastos de la región es la plaza de mercado Galería Central La Concordia, ubicada en el centro de la ciudad. La plaza de mercado Galería Satélite, ubicada entre la avenida Paseo de los Fundadores y la avenida Circunvalar, es el centro de abastos para los barrios del sur y oriente de Florencia.

## Educación
En el municipio de Florencia se ofrece la educación pública enfocada en la educación formal —preescolar, básica primaria, básica secundaria y media— concentrándose principalmente en el área urbana; así mismo se brinda educación por ciclos para aquellas personas que por tiempo o condiciones económicas no han podido acceder a sistema formal. De igual forma se ofrece la educación superior a través de una universidad pública y otras universidades de orden nacional que tienen sus sedes en el municipio.

### Educación básica y media

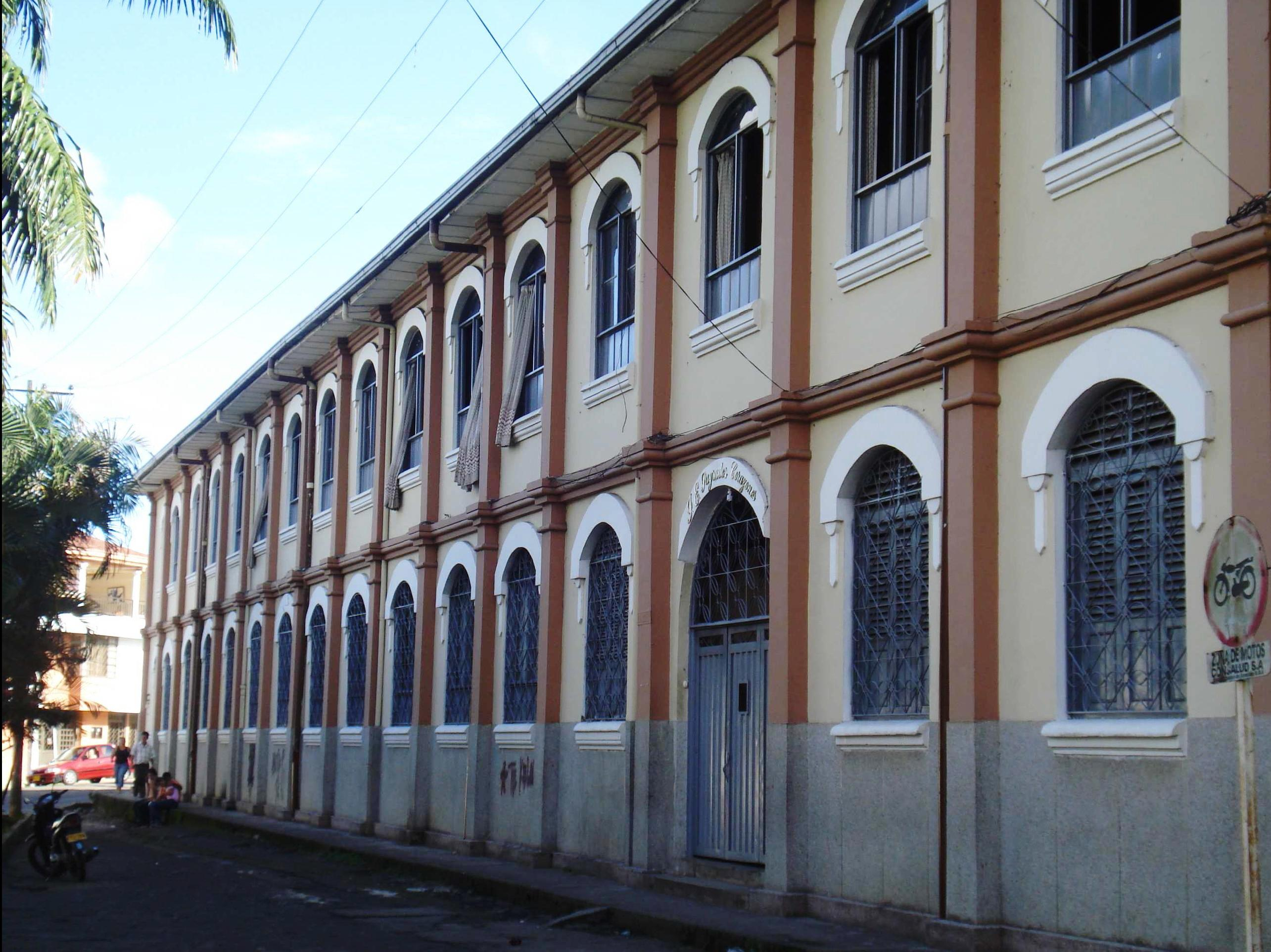
Colegio de los Sagrados Corazones de Florencia.

En Florencia existen a 2012 un total de 29 establecimientos educativos oficiales distribuidos en 173 sedes, de las cuales 47 se encuentran en el área urbana y 126 en el área rural. También en la ciudad hay 48 establecimientos educativos de carácter privado, ubicados todos ellos en la zona urbana del municipio.
Para mayo de 2012, en la ciudad se presentaba una cobertura escolar de 42 733 estudiantes matriculados en los diferentes niveles y atendida en establecimientos educativos oficiales —37 906 alumnos— y privados —4827 alumnos— legalmente reconocidas por la Secretaría de Educación.
Los establecimientos educativos oficiales con mayor número de estudiantes matriculados en la ciudad a mayo de 2012 eran:
| Institución            | N.º de alumnos | Institución                      | N.º de alumnos |
| ---------------------- | -------------- | -------------------------------- | -------------- |
| Ciudadela siglo XXI    | 2867           | Divino Niño                      | 1738           |
| Jorge Eliécer Gaitán   | 2970           | Juan XXIII                       | 1721           |
| Técnico Industrial     | 2607           | Los Andes                        | 1432           |
| Barrios Unidos del Sur | 2666           | Sagrados Corazones               | 1268           |
| Normal Superior        | 2248           | Agroecológico Amazónico Buinaima | 2046           |
| Los Pinos              | 1739           | Bello Horizonte                  | 1512           |
| San Francisco de Asís  | 1732           | La Salle                         | 1214           |
| Juan Bautista La Salle | 1797           | San Luis                         | 1304           |
| Antonio Ricaurte       | 1837           | Juan Bautista Migani             | 1268           |
| Avenida El Caraño      | 687            | José Antonio Galán Otros         | 552            |
| Otros                  | 2701           | TOTAL 2012                       | 37 906         |

### Educación superior

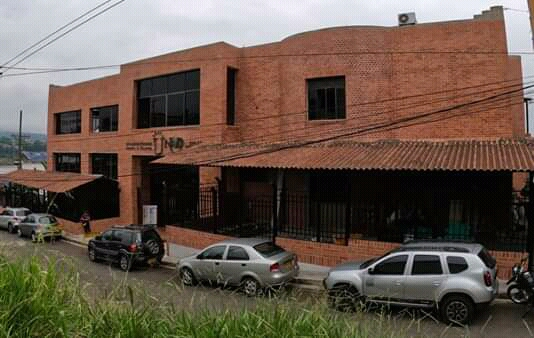
Edificio Universidad Nacional Abierta y a Distancia

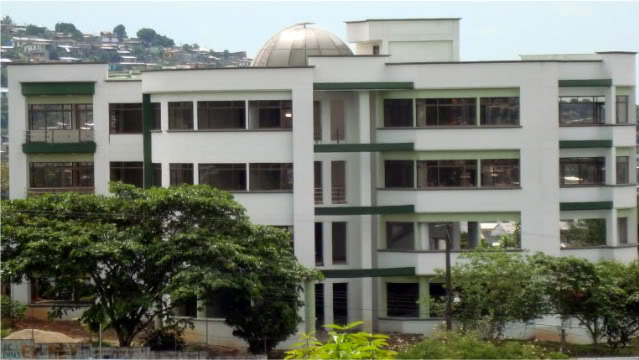
Bloque Sala de Profesores de la Universidad de la Amazonia.

En el municipio de Florencia se encuentran importantes Instituciones de Educación Superior: la Universidad de la Amazonia, que tiene convenios con la Universidad Distrital (Ingeniería de Sistemas) y la Universidad del Tolima (Administración Financiera); la Corporación Unificada Nacional de Educación Superior (CUN); la Universidad Nacional Abierta y a Distancia (UNAD), y la Escuela Superior de Administración Pública (ESAP).
De igual manera la Institución Educativa Normal Superior, para dar continuidad a los estudios de sus alumnos egresados, los forma con énfasis en lengua castellana y ciencias sociales, obteniendo el título de Normalista Superior. Los egresados tienen un énfasis en pedagogía que les permite ejercer como docentes para la básica primaria en el área rural del municipio; a su vez, tienen la posibilidad de ingresar a la Universidad de la Amazonia a partir del quinto semestre. Adicionalmente existen diversas instituciones que ofrecen carreras técnicas y tecnológicas, entre ellas la más importante es el Servicio Nacional de Aprendizaje (SENA) y su Centro Tecnológico de la Amazonia.

### Ciencia e investigación
En Florencia se localiza el Centro de Investigaciones Macagual, adscrito a la Universidad de la Amazonia en convenio con Corpoica. En sus instalaciones, ubicadas en un predio rural a 20 km del centro de la ciudad, se adelantan proyectos de investigación sobre el manejo eficiente de los sistemas de producción en la Amazonia, específicamente en programas relacionados con la ganadería, la agroforestería, los frutales amazónicos, el cultivo del caucho, el recurso forestal, las tecnologías de producción limpias, entre otras.
En el departamento de Caquetá existen 21 grupos de investigación registrados en la Red ScienTI de Colciencias, todos ellos con sede en la ciudad de Florencia. Sus campos de acción abarcan temas tan amplios como energías renovables, informática, tecnologías móviles y de la información, ciencias sociales, biotecnología, desarrollo agropecuario, medio ambiente, entre otros.

## Salud

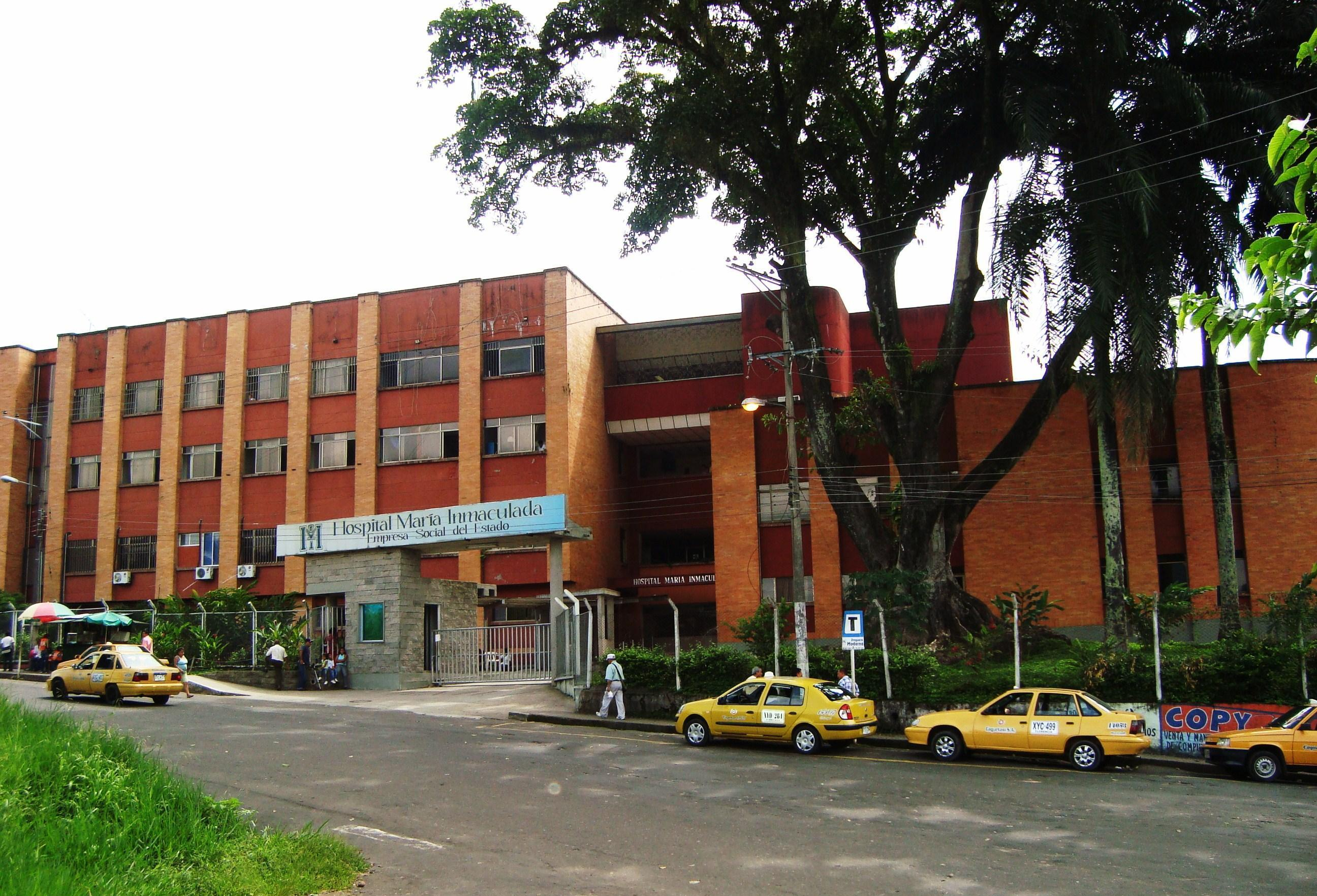
Hospital Departamental María Inmaculada - Red pública.

### Red pública
Florencia cuenta con una red pública para la prestación del servicio de salud en todo su territorio, conformada por el Hospital María Inmaculada —de segundo nivel—, Hospital Comunal Malvinas —de primer nivel—, centro de salud Pueblo Nuevo, Puesto de salud urbano en Nueva Colombia y dieciséis puestos de salud ubicados en diferentes zonas del área rural.

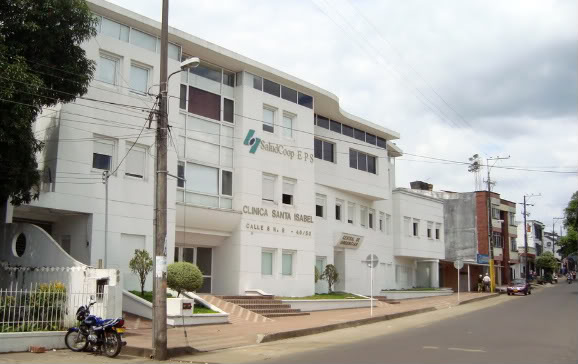
Clínica Saludcoop Santa Isabel - Red privada.

### Red Privada
En los últimos años se observa un incremento en los servicios que oferta la red privada teniendo un crecimiento notable en Florencia con servicios de diálisis renal, electromiografía, ecografías especializadas, cirugías mayores, laboratorio clínico especializado, oncología, unidades de cuidado intensivo pediátrico y de adultos y transporte asistencial medicalizado. Las entidades con capacidad de internación de tercer y cuarto nivel más importantes de la red privada son las clínicas Mediláser-San Jorge, Santa Isabel —Saludcoop— y Consalud —Coomeva—.

### Otros centros médicos
Según la Superintendencia Nacional de Salud, en la ciudad de
Florencia existen dos Instituciones Prestadoras de Salud (IPS) de carácter público y 37 de carácter privado. Las IPS de mayor reconocimiento entre los florencianos son las siguientes:
- Centro Neuro-psiquiátrico El Divino Niño
- Cruz Roja Colombiana
- Liga de Lucha Contra el Cáncer
- Instituto Cardiovascular de Florencia
- Corporación Médica del Caquetá (Corpomédica)
- Fundación de Atención Médica Integral
- Unidad Médico-Odontológica del Caquetá
- Unidad Médica La Candelaria
- Urocaq IPS
- IPS Comfaca
- Famac
- Prevensalud
- Profamilia

## Medios de comunicación
En la ciudad hacen presencia los medios de comunicación más importantes del país y también es sede de reconocidos medios regionales y locales dedicados a registrar el acontecer de Florencia y del Caquetá.

### Prensa escrita
En Florencia circulan los diarios más importantes de cobertura nacional, como El Tiempo, El Espectador, Portafolio y La República. Medios escritos con asiento en la ciudad como el Diario del Caquetá —fundado en 1983—, el Diario El Colono del Sur —fundado en 1989—, el Diario El Líder —fundado en 2010— y la edición local del diario Extra, llevan una amplia trayectoria cubriendo los principales sucesos de la región. Adicionalmente, periódicos regionales del vecino departamento del Huila como el Diario La Nación y Diario del Huila cuentan con secciones dedicadas a noticias de Florencia y el Caquetá.

### Emisoras de radio
Florencia cuenta con varias emisoras en AM y FM, la mayoría afiliadas a cadenas nacionales, aunque cuentan con programación local.

### Televisión
La ciudad cuenta señal abierta de televisión terrestre, para los cinco canales nacionales: los dos privados Caracol Televisión, Canal RCN y Canal 1, los dos públicos Canal Institucional y Señal Colombia, y un regional Canal Trece.
Adicionalmente, existen una empresa de televisión por suscripción que ofrece su canal propio con contenido local: TV5, de Claro TV. Los programas producidos en Florencia son principalmente de tipo noticioso, magazines y de variedades.

### Portales de Internet
Desde Florencia se administran varios portales de Internet que difunden contenidos relacionados con la región:
- EditorialAmazonico.com.co
- Florencianos.com
- MiFlorencia.com

## Turismo
En los últimos años, la administración de la ciudad ha establecido al turismo ecológico o ecoturismo como uno de los siete ejes estratégicos de su Plan de Desarrollo, por lo que ha venido ejecutando diversas actividades para posicionar a Florencia como un destino ecoturístico en Colombia, entre las que se destaca el Festival y Reinado Nacional de la Ecología.

### Sitios de interés

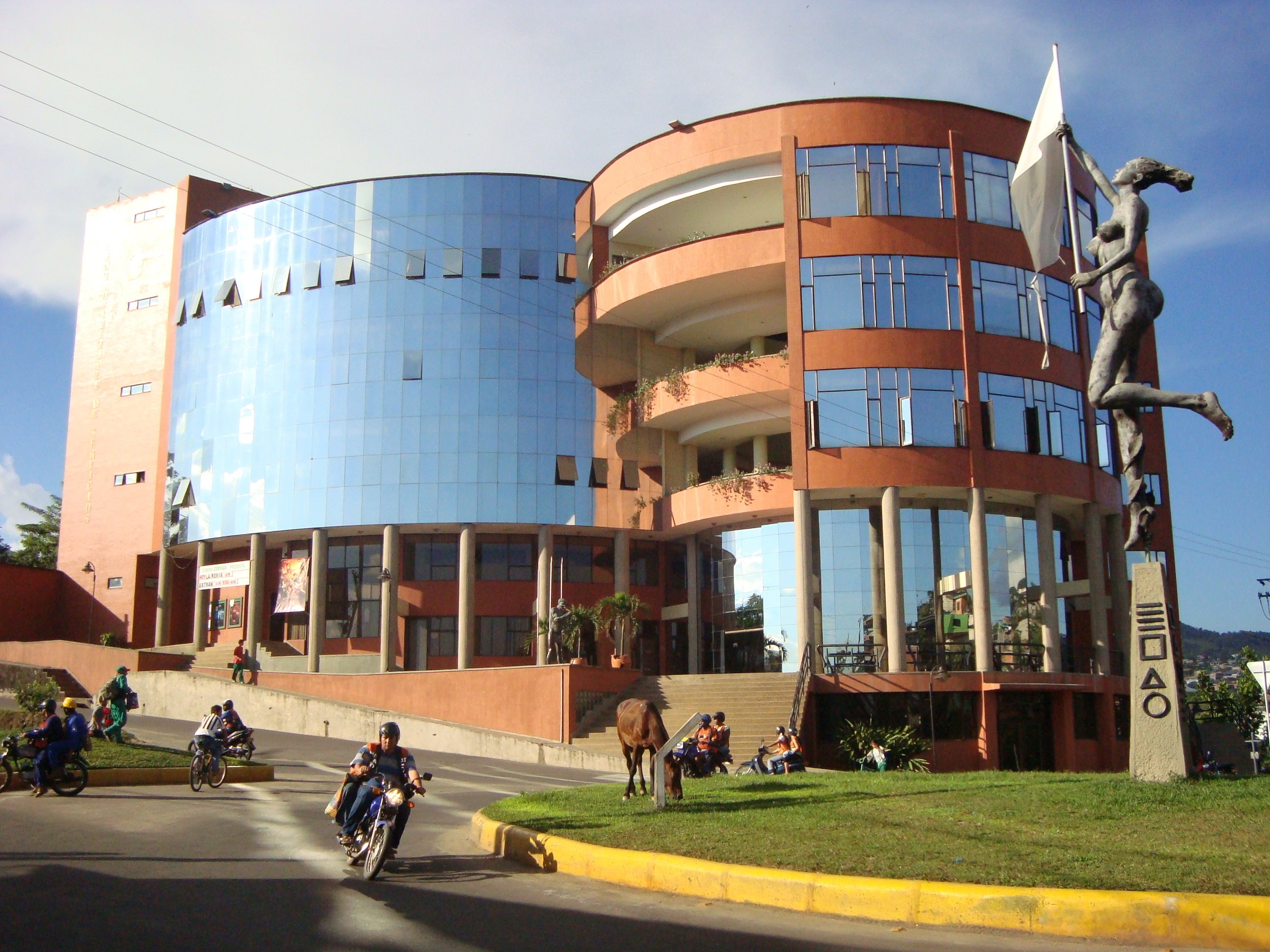
Edificio Victoria Regia, Centro Múltiple de Comfaca.

La ciudad ofrece una amplia variedad de restaurantes y sitios de esparcimiento nocturno, la mayoría de ellos ubicados en la zona rosa de la ciudad, cerca del Parque Longitudinal Paseo de los Fundadores. En Florencia existen múltiples monumentos públicos que rinden homenaje a los personajes y hechos históricos de la región, siendo los más conocidos el Monumento a los Colonos, a la Diosa del Chairá y a la Ciencia, Hombre y Manigua. Adicionalmente existen varios museos en Florencia, siendo el Museo Etnográfico y Centro Indigenista del Caquetá y el museo histórico «Caquetá, Orgullo de Colombia» unos de los más visitados. La ciudad también es reconocida por su folclor, expresado a través de sus festivales y ferias.
Entre los principales sitios naturales de interés turístico en Florencia se destacan algunas fuentes de agua que forman rápidos y caídas, como el salto del Río Caraño y las cascadas La Novia, La Avispa, el Avispón y Nueva Jerusalén. También existen múltiples balnearios naturales ubicados en la zona suburbana de la ciudad, caso del sitio conocido como Las Pailas en la quebrada La Mochilero. Igualmente, los Petroglifos del Encanto reciben un gran número de visitantes, al ser el testimonio mejor conservado de los antiguos pueblos indígenas que habitaron la región.
Algunos edificios históricos como el Curiplaya se han convertido en paso obligado para el visitante, al haber sido declarado Bien Cultural de Carácter Nacional. Otras construcciones modernas como el edificio Victoria Regia resultan atractivos para los visitantes, considerando que allí funciona la única sala de cine de la ciudad.
Los parques y plazas más frecuentados de la ciudad son la Plaza Pizarro, principal punto de encuentro de la ciudad; la Plaza San Francisco de Asís, en cuyo costado se encuentra la Catedral Nuestra Señora de Lourdes; el Parque Longitudinal Paseo de los Fundadores, en la zona rosa de Florencia; y la Plaza de Banderas, donde se ubican los estandartes de los dieciséis municipios del Caquetá.

## Patrimonio

### Sitios arqueológicos
- Petroglifos de El Encanto: grabados en piedra en el sitio conocido como «El Encanto», en la margen izquierda del río Hacha, a la altura del barrio Torasso. Los petroglifos se localizan en la parte inferior de la roca en dos de sus caras, formando un conjunto que se extiende por dieciséis metros de longitud por un metro de altura. Su creación se atribuye a la etnia andakí.[100]
- Maloca Huitoto: casa comunitaria ancestral de la etnia huitoto ubicada en la vereda El Manantial, a 5 km del centro de Florencia. En este lugar todavía es posible presenciar las reuniones de los miembros de esta comunidad, quienes se congregan para practicar sus rituales, danzas y fiestas.[103]

### Edificios históricos

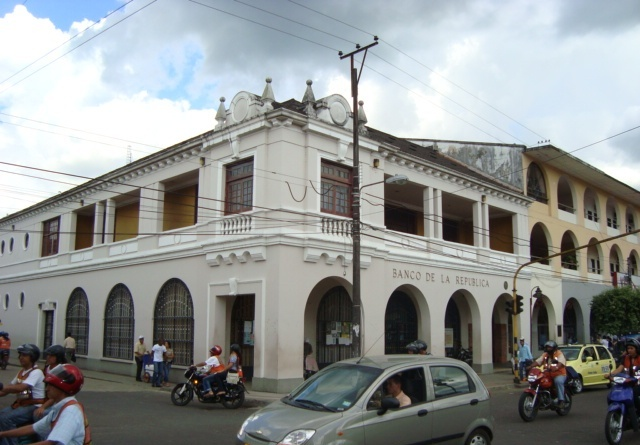
Biblioteca de la sucursal del Banco de la República en Florencia.

- Edificio Curiplaya: el edificio Curiplaya es una de las edificaciones más antiguas e imponentes que existen en el municipio de Florencia y representa para la región un gran valor arquitectónico, histórico, turístico y cultural.[101] Desde la década de los 90 es sede del Instituto Departamental de Cultura, Deporte y Turismo, del Fondo Mixto Artesanal, tienda artesanal, Biblioteca Pública Municipal, entre otros. Fue declarado Bien Cultural de Carácter Nacional por el Ministerio de Cultura, según resolución 1752 de 2000.[104]
- Edificio del Banco de la República: la construcción de la edificación inició en noviembre de 1945 y fue terminada en marzo de 1948. Cuenta con una arquitectura historicista colonial en una estructura de dos plantas, con sus arcos y ventanales que hacen juego con en el entorno de la Plaza Pizarro.[105]
- Casa Valencia: edificio construido en los años cincuenta por el arquitecto Eduardo Ferreira. Su fachada en forma triangular está adornada por balaustres, balcones y ventanas que se complementan con el estilo historicista colonial de las edificaciones cercanas ubicadas alrededor de la Plaza Pizarro.[106]
- Colegio de los Sagrados Corazones: fue construido por el padre Juan Viessi e inaugurado en 1950. De su arquitectura sobresalen los grandes ventanales y arcos de medio punto típicos de las construcciones diseñadas por el padre Italiano.[105]
- Normal Superior de Florencia: el 8 de marzo de 1953 fue fundada la Escuela Normal Nacional para Señoritas, gracias a la labor del obispo de Florencia, Monseñor Antonio María Torasso. La construcción del edificio de la Normal Superior de Florencia inició el 8 de marzo de 1956.[107]
- Plaza de Mercado La Concordia: es la principal plaza de mercado de la ciudad. Tiene forma rectangular con entradas por los cuatro costados, exteriormente adoquinada e iluminada, con estructura arquitectónica de mediados del siglo XX, obra del ingeniero Jaime Ferreira.[108]

## Urbanismo
La conformación del casco urbano de Florencia está determinada principalmente por los cursos del río Hacha y las quebradas La Perdiz, La Sardina y El Dedo. Otros determinantes fundamentales en la disposición del crecimiento urbano de la ciudad son las vías que se dirigen desde Florencia hacia Neiva al nororiente, Morelia al occidente y El Paujil al sur.

### Nomenclatura vial
La nomenclatura de las vías dentro del perímetro urbano de Florencia es de tipo numérico, como en la mayoría de las ciudades colombianas, y están divididas en:
- Calle: son aquellas vías que recorren el área urbana en sentido aproximado oriente-occidente y su numeración aumenta de sur a norte a partir de la calle 1. Aquellas calles ubicadas al sur de la calle 1 se numeran de manera creciente agregando el apéndice «sur».
- Carreras: corresponden a aquellas vías que atraviesan la ciudad en sentido sur-norte y su numeración aumenta de oriente a occidente a partir de la carrera 1. Las carreras que se extienden por el oriente de la carrera 1 incorporan el apéndice «este».

Según el mapa del Sistema Nacional Catastral publicado por el Instituto Geográfico Agustín Codazzi, en el perímetro urbano se verifican los siguientes puntos extremos:
- Norte: calle 44
- Occidente: carrera 42
- Oriente: carrera 15 este
- Sur: calle 21 sur

### Plazas y parques

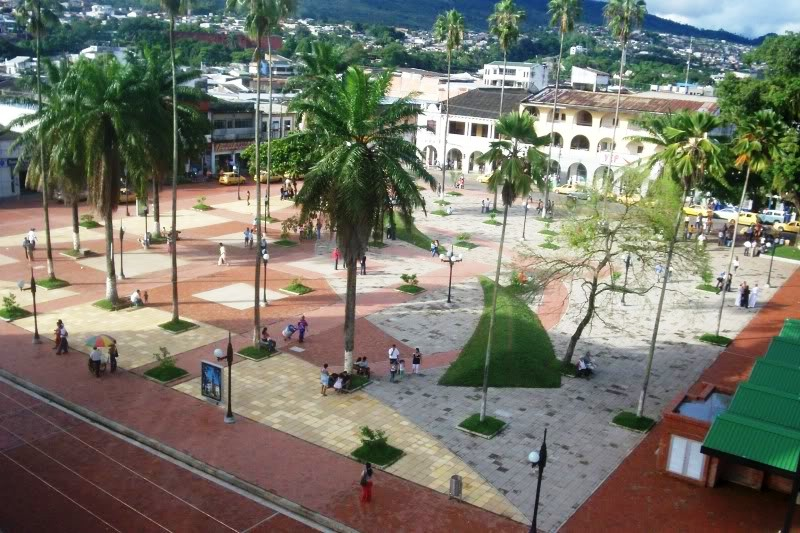
Plaza Pizarro, principal espacio público en Florencia.

- Plaza Pizarro: la plaza Pizarro es la plaza principal y el más importante espacio público urbano en Florencia. Su denominación se debe a que sus terrenos fueron donados por el colono Pedro Antonio Pizarro.[13] En sus alrededores funcionan las principales dependencias administrativas de la región. Fue llamada Parque Santander desde la década de 1940, hasta que en 2007 fue remodelado por la administración municipal, recuperando su nombre original.
- Plaza San Francisco de Asís: la plaza San Francisco de Asís fue destinada inicialmente a ser la Plaza Mayor de Florencia desde su fundación, aunque posteriormente se hizo un nuevo trazado, trasladando la plaza principal a la plaza Pizarro. Observada desde la calle 13 con Carrera 12, sus dos obeliscos enmarcan a la Catedral Nuestra Señora de Lourdes, construida en su costado occidental.
- Plaza de Banderas: en esta plaza en forma de media luna se encuentran ubicadas en forma radial las 16 banderas de los municipios caqueteños. En el centro se encuentran las banderas del Caquetá (Colombia) y Colombia y se complementa con el Monumento a la Paz situado frente a esta.
- Parque Longitudinal Paseo de los Fundadores: fue inaugurado en el año 2000 y transcurre paralelo a la Avenida Paseo de Los Fundadores. Cuenta con una longitud aproximada de 250 m de área verde.[105]

### Arte y escultura urbana

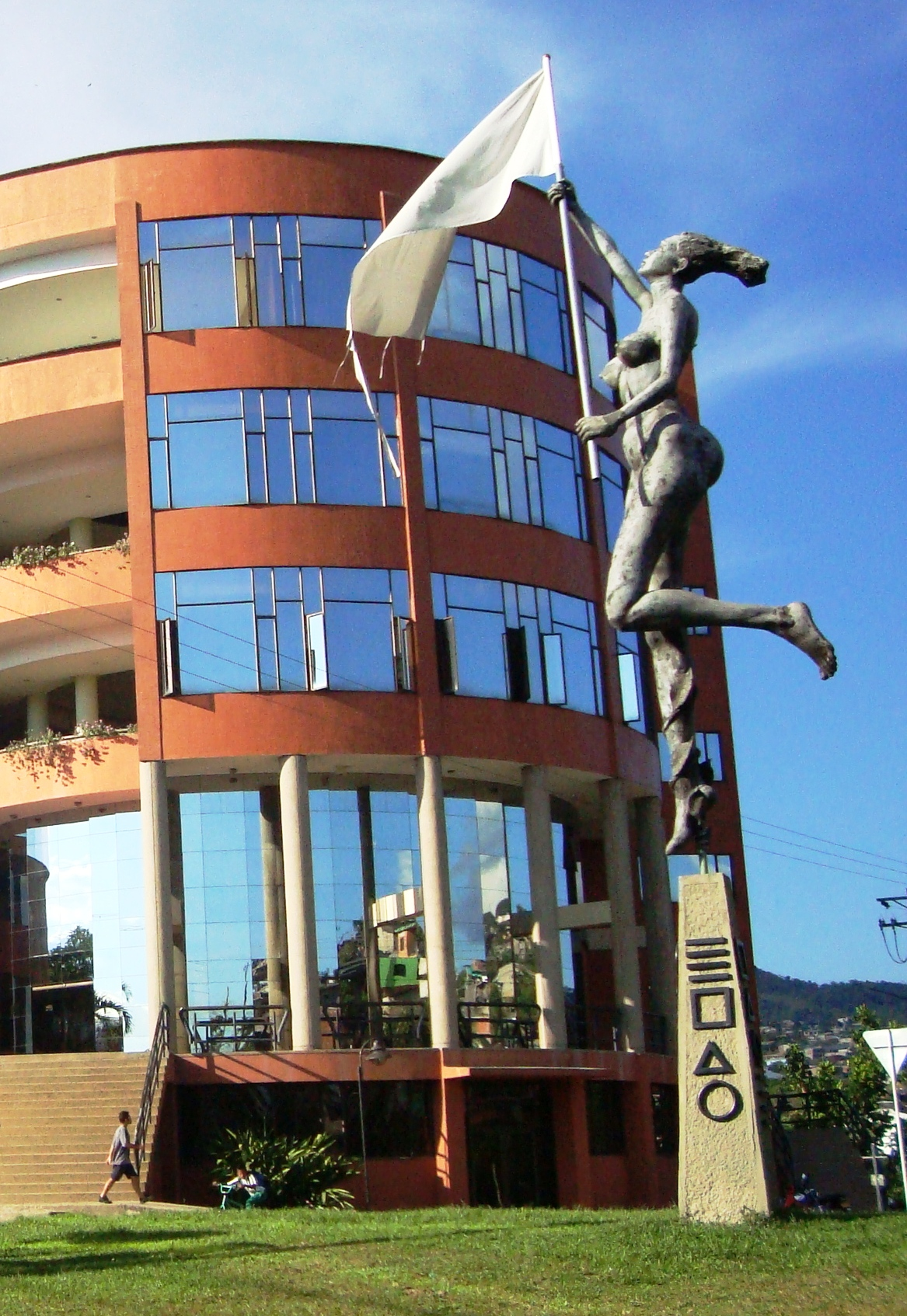
Monumento a la Paz, ubicado frente a la Av. Circunvalar.

Entre los monumentos públicos más importantes y reconocidos de la ciudad se encuentran:
- Monumento a la Diosa del Chairá: obra del escultor caqueteño Emiro Garzón Correa. Fue creada en el año de 1986 en honor a la Diosa del Chairá. Inicialmente estuvo ubicada en el parque Santander —plaza Pizarro— antes de ser remodelado. Luego fue trasladado a la rotonda de la Av. Circunvalar con Av. Centenario.[111]
- Monumento a la Paz: obra de autoría de Emiro Garzón Correa. Se encuentra emplazado en la rotonda de la Av. Circunvalar con Av. Carranza, frente al edificio Victoria Regia.[105]

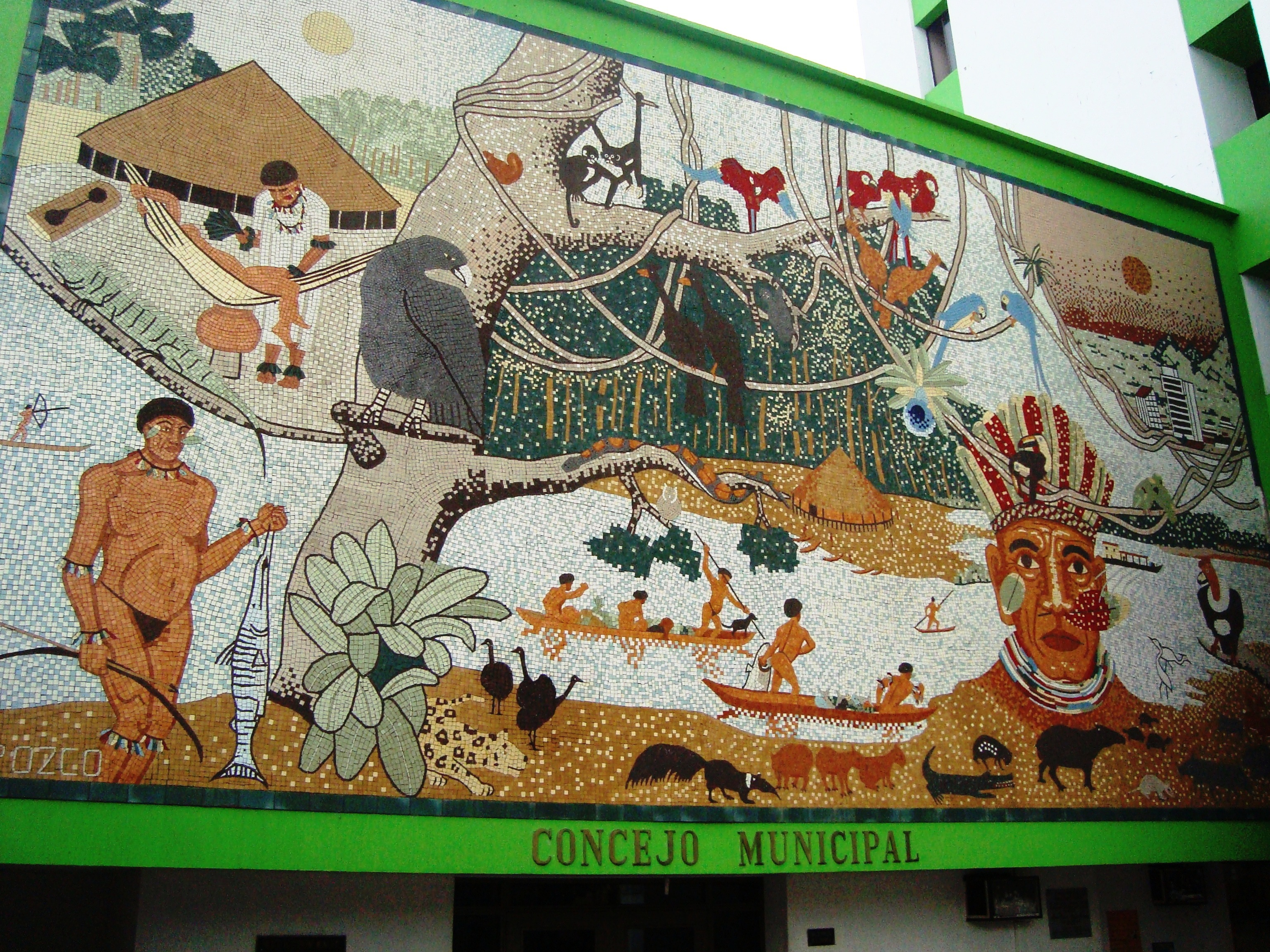
Mural Makatañú en el Palacio Municipal.

- Monumento a la Vida: obra de Emiro Garzón en ferroconcreto abuzardado. Tiene ocho metros de altura y está ubicado en la rotonda de la avenida Calle 21 con Carrera 10.[96] Exalta la maternidad en una figura femenina con un sol en su vientre y una luna en su cabeza como símbolo de vida.
- Monumento a Los Colonos: también obra del artista Emiro Garzón Correa, esculpida en el año 1982, en homenaje a los mestizos que colonizaron el territorio caqueteño. Está ubicado en la rotonda de la Av. Fundadores con Av. Circunvalar.[111]
- Monumento al Aborigen: creación en bronce de Gonzalo Orozco Rodríguez usando la técnica de cera perdida. Tiene 2,6 metros de alto, un metro de diámetro y 720 kilos de peso. Se ubica en el Centro Múltiple de Servicios de Comfaca.[42]
- Monumento al Esfuerzo y la Esperanza: obra en bronce de ocho metros de altura ubicada sobre la avenida Calle 21, entre el Terminal de Transportes y el Hospital Departamental María Inmaculada. Obra de Emiro Garzón.
- Monumento Ciencia, Hombre y Manigua: obra escultórica de Emiro Garzón localizada en la Universidad de la Amazonia. Tiene unas dimensiones de dos metros de ancho, seis metros de alto y dos metros de largo
- Mural Makatañú: obra del artista Gonzalo Orozco Rodríguez en la técnica de mosaico en cerámica, de dieciocho metros de ancho por doce metros de alto. Se encuentra ubicado a un costado del edificio Luis Hernando Turbay Turbay, palacio municipal y sede del Concejo de Florencia.[111]

### Iglesias y santuarios

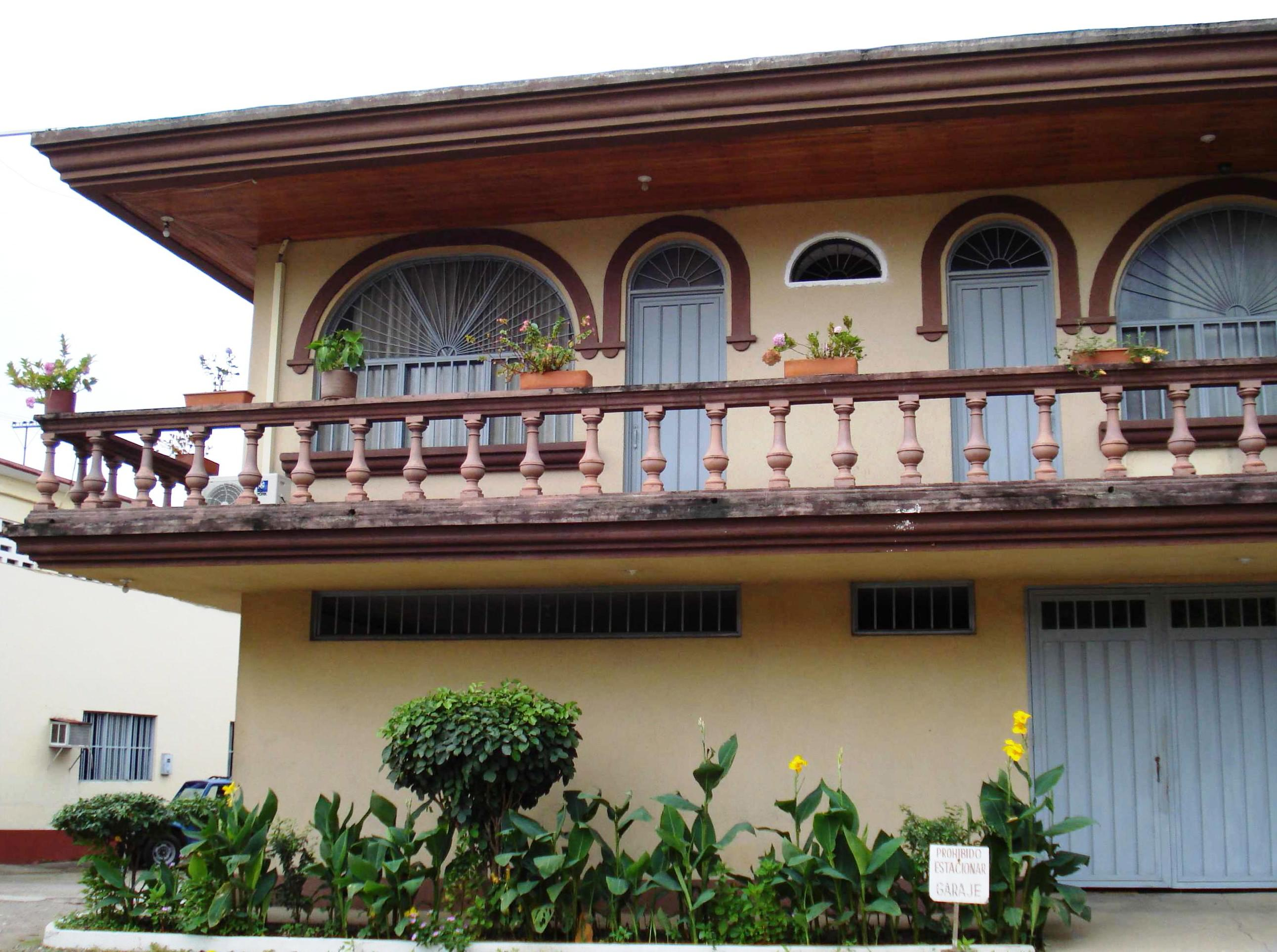
Sede de la Curia Episcopal, junto a la Catedral de Florencia.

- Catedral Nuestra Señora de Lourdes: la Catedral Nuestra Señora de Lourdes en el principal templo de la Arquidiócesis de Florencia (Colombia). El 20 de julio de 1932 se iniciaron las obras de construcción de la catedral bajo la dirección del fraile español Jaime de Igualada.[112]
- Curia Episcopal: cuenta con una arquitectura historicista colonial reflejada en su patio interior, adornada con jardines y arcos de medio punto. En este lugar se encuentran tres grandes obras que forman parte de la historia de Florencia: el busto de Fray Jaime de Igualada, la estatua original de la Virgen de Nuestra Señora de Lourdes y las copias del acta manuscritas de la fundación de Florencia por parte del capuchino Doroteo de Pupiales en el año 1902.[113]
- Iglesia del Corazón Inmaculado de María: la Iglesia del Corazón Inmaculado de María es el segundo templo católico construido en Florencia y se localiza en el barrio Torasso. Fue edificado por el padre consolato Ángel Cuniberti y entregado a la feligresía el 8 de diciembre de 1966.[105]
- Santuario Divino Niño: el Santuario Divino Niño se localiza a 35 km de Florencia, en la vereda Tarqui (corregimiento El Caraño).[111]
- Seminario Mayor San José: se encuentra en el barrio Altos de la Pradera. Fue fundado por Monseñor Ángel Cuniberti el día 19 de marzo de 1965 en conmemoración a la fiesta patronal de San José.[113]
- Monasterio Divino Redentor: perteneciente a la orden de las hermanas pobres de Santa Clara, inaugurado el 4 de abril de 1977 por Monseñor Ángel Cuniberti. La Capilla que hace parte del Monasterio fue remodelada hace algunos años con motivo de la celebración de las bodas de plata de la presencia de las Clarisas en territorio caqueteño.[113]

## Cultura

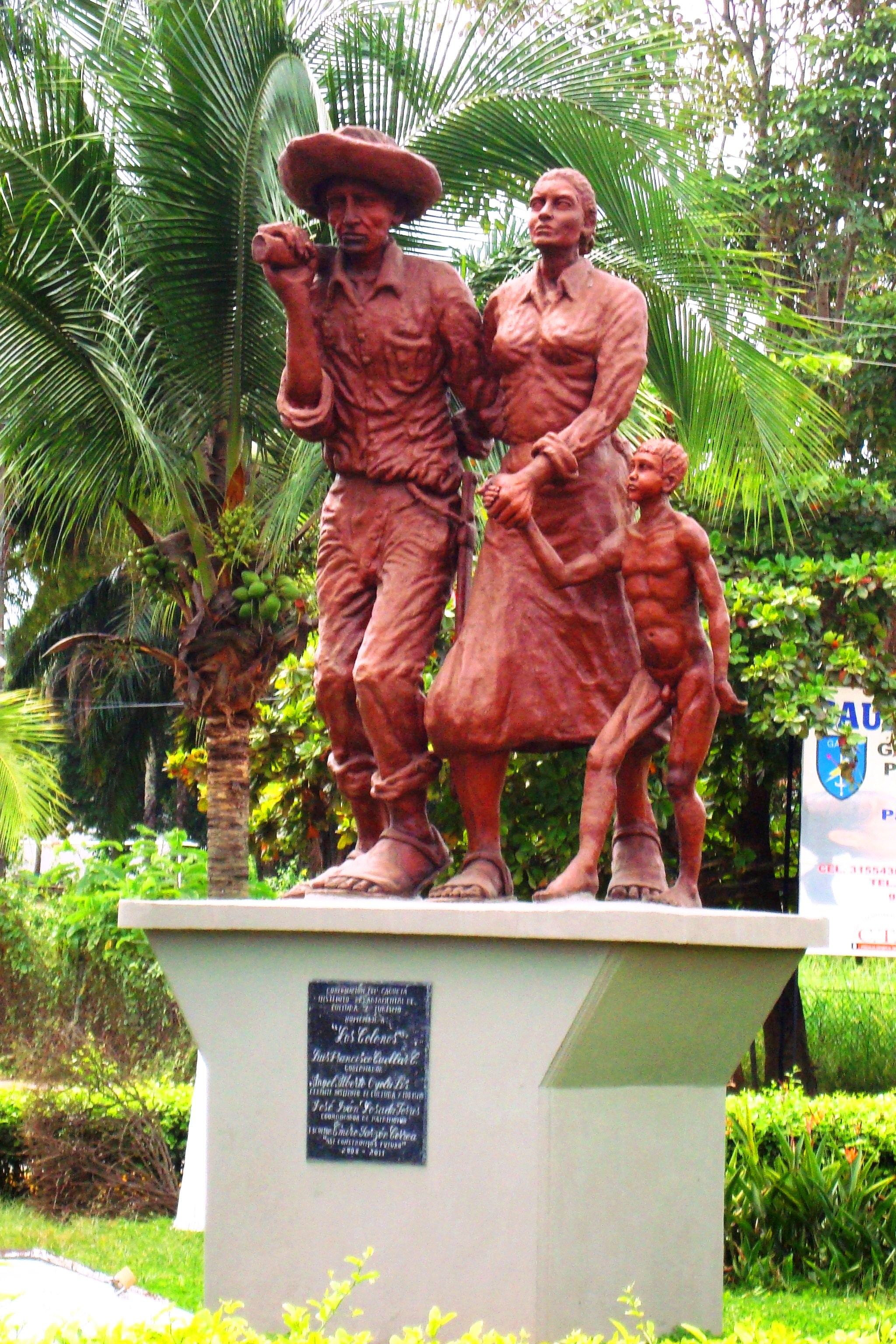
Monumento a Los Colonos, tributo a la cultura de los primeros inmigrantes provenientes la región del Tolima Grande.

### Dialecto
Debido a la fuerte influencia ejercida por la colonización proveniente de la región del Tolima Grande entre los siglos XIX y XX, en Florencia se habla una variante del español tolimense u opita, no tan lento en su locución normal y con algunos rasgos particulares relacionados con localismos utilizados para designar elementos típicos del entorno del piedemonte amazónico.

### Gastronomía
En Florencia es posible encontrar restaurantes de comida típica e internacional en diferentes lugares de la ciudad, específicamente en la zona rosa de la avenida Paseo de los Fundadores, el sector de El Cunduy en el norte de la ciudad y en la zona suburbana por las carreteras que conducen a la ciudad de Neiva y a los municipios del norte y sur del Caquetá.
Dentro de los platos típicos de Florencia se destaca el pescado moqueado —o «moquia'o»—, receta indígena que consiste en cocinar bajo tierra el pescado envuelto en hojas de plátano. También son populares los envueltos de maíz con queso y panela, la torta de yuca y los insulsos, evidencia de una fuerte influencia de la gastronomía del Tolima Grande. La ternera a la llanera cuenta también con un alto grado de difusión entre las prácticas gastronómicas de Florencia. Entre las bebidas y postres se destacan aquellos elaborados con frutas exóticas como el arazá, cocona, copoazú, chontaduro y uva caimarona. El plátano también hace parte importante de la dieta de la región, utilizándose en preparaciones como la chucula (colada de plátano) y la hamburguesa de plátano.

### Mitos y leyendas
En Florencia se evidencia una amplia gama de historias presentes en su folclor. Estos mitos y leyendas son la expresión de un proceso de fusión entre la cultura indígena, los hechos acontecidos en la época de explotación cauchera por parte de la Casa Arana, la religión enseñada por los misioneros en sus labores de evangelización y el folclor de los colonos llegados de muchos lugares de Colombia, principalmente del Tolima Grande. Entre los más populares se encuentran:
- El duende.
- El tunjo de oro.
- El pollo malo.
- La boa María Jova.[118]
- La doncella de El Encanto.
- La Laguna Guaycabá.
- La madremonte.
- La mula del diablo.
- La muñeca roja.
- La pata sola.[117]
- Mijina, la Diosa Andaquí.

### Infraestructura cultural

#### Teatros y auditorios
- Auditorio Ángel Cuniberti: con capacidad para 600 personas, es el auditorio más completo, moderno e importante de la ciudad. En sus instalaciones se llevan a cabo eventos académicos y sociales de importancia regional. Fue construido desde el año 2004 y está ubicado en la Universidad de la Amazonia.[119]
- Sala múltiple Comfaca: funciona en el tercer piso de las instalaciones del Edificio Victoria Regia de Comfaca. Fue inaugurado el 17 de julio de 2002. Cuenta con una capacidad para 200 personas, ofrece servicio de ayudas audiovisuales y hace parte del portafolio de servicios que ofrece la Caja de Compensación para sus afiliados y particulares. Cuenta con buena iluminación y sonido. La gran mayoría de eventos que se realizan son de tipo académico.[42]

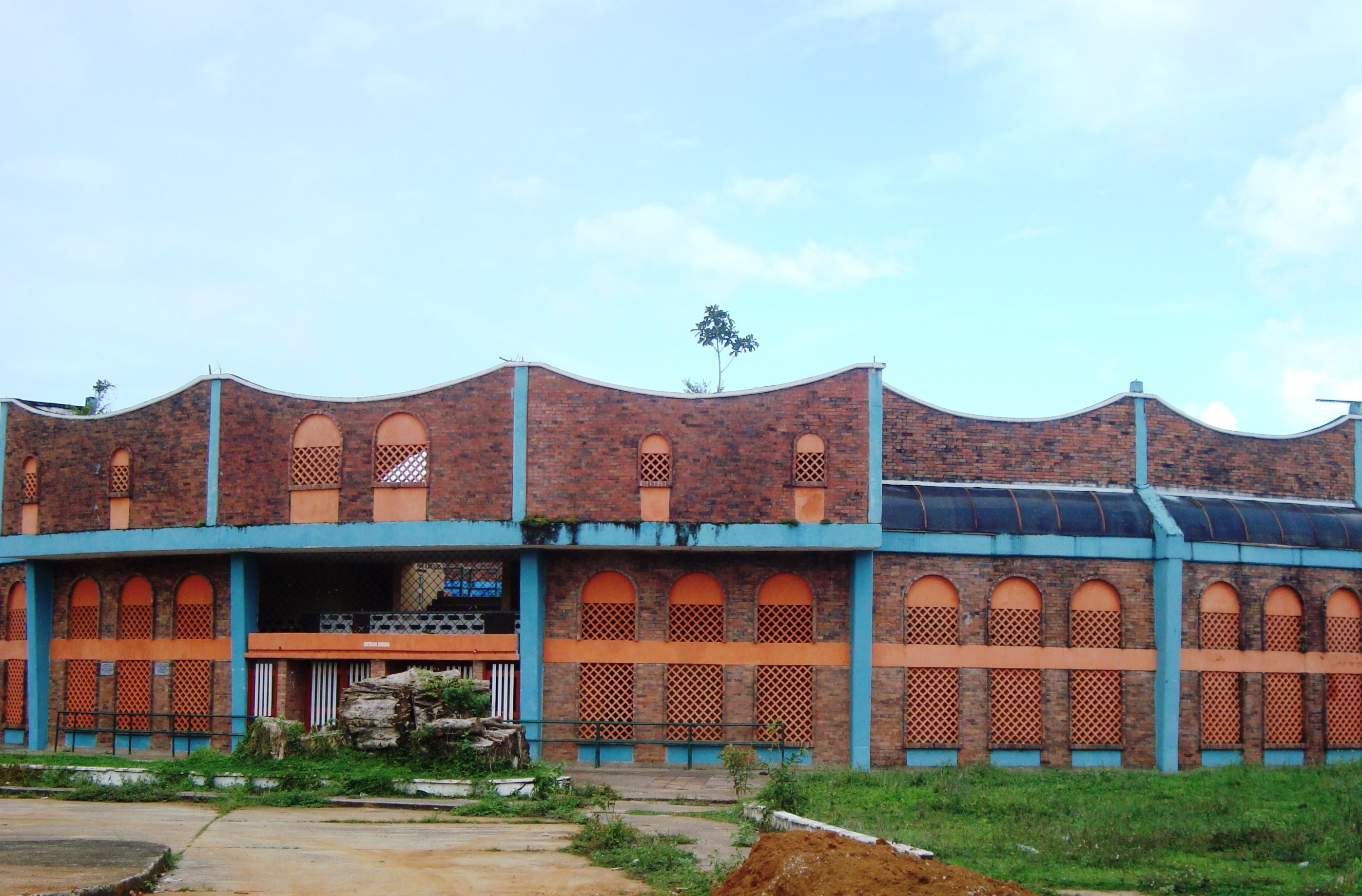
Plaza de toros de Santo Domingo, con aforo para 4200 espectadores.

- Teatro Comfaca: fue inaugurado el 23 de abril de 2003 y cuenta con 229 sillas, sonido Dolby Estéreo, pantalla gigante, aire acondicionado y auditorio para conferencias. Se ofrecen funciones de cine comercial, cine arte y cine independiente. Funciona en primer piso de las instalaciones del edificio Victoria Regia.[42]
- Concha acústica Curiplaya: escenario cultural anexo al edificio Curiplaya en el centro de la ciudad. Con una capacidad para 500 asistentes, ha sido la sede de importantes eventos regionales como el Festival El Colono de Oro y el Festival Florencia Rock.[120] Actualmente se encuentra deteriorado por el abandono y poca inversión estatal.
- Plaza de toros de Santo Domingo: la Plaza de toros de Santo Domingo cuenta con una capacidad de 4200 espectadores y en ella, además de la temporada taurina en el mes de octubre de cada año, se han realizado varios conciertos de importantes figuras de la música nacional.[105]

#### Museos
- Museo Etnográfico del Caquetá: funciona como anexo al Centro Indigenista del Caquetá. En él se encuentra una detallada colección de más 10 000 piezas precolombinas pertenecientes a las tribus originarias de la región.[97]
- Museo Caquetá Orgullo de Colombia: fue abierto en agosto de 2009 y cuenta con unas 200 piezas de colección que rememora la historia cultural del Caquetá.[121] Es de carácter privado.
- Museo Félix Artunduaga Bermeo: está ubicado en la vía a Neiva, cuenta con un recorrido al aire libre a través de doce estaciones de esculturas elaboradas en yeso por artistas caqueteños.
- Jardín Botánico y Museo de Historia Natural: es gestionado por la Universidad de la Amazonia y lo componen ocho senderos que incluyen colecciones de orquídeas, heliconias y una especial con plantas que están en vía de extinción.

#### Bibliotecas públicas

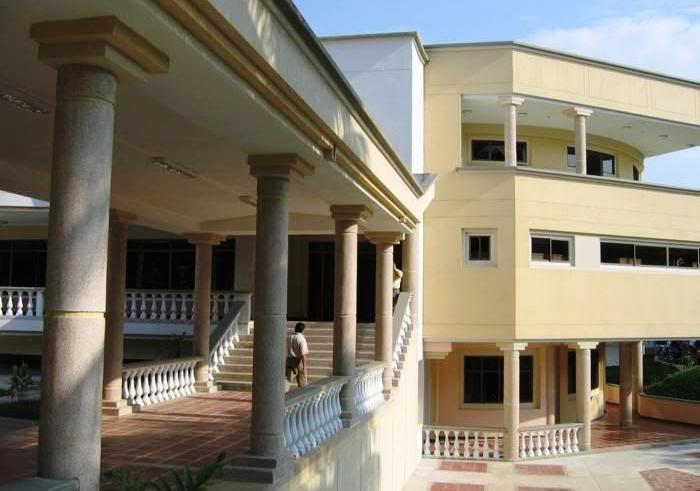
Biblioteca de la Universidad de la Amazonia.

En la ciudad de Florencia existen varias bibliotecas públicas que prestan sus servicios a toda la población local y de todo el departamento de Caquetá:
- Biblioteca de la Universidad de la Amazonia: es una biblioteca universitaria dotada con una amplia colección de textos en medio impreso y digital, una hemeroteca, sala de internet, ascensor para discapacitados, Salón de exposiciones artísticas, entre otros. Es la más importante y mejor dotada a nivel regional.[105]
- Biblioteca Luis Ángel Arango: inaugurada el 20 de septiembre de 2002 como biblioteca pública. Funciona en el edificio del Banco de la República y hace parte de la red de bibliotecas del Área Cultural del Banco.[122]
- Biblioteca Pública Municipal de Florencia: fue puesta en funcionamiento el 29 de julio de 1995, cuando se inaugura el Palacio de la Cultura y Bellas Artes de la Amazonia en el edificio Curiplaya. La inauguración contó con la presencia de la mezzosoprano Martha Senn.[105]

Adicionalmente, la Caja de Compensación Familiar del Caquetá gestiona el Sistema Nacional de Bibliotecas Móviles en Florencia, gracias a un convenio con la administración municipal firmado desde 2003 para fomentar la lectura a través del programa «Carro viajero». Desde finales de 2010 la población de la capital caqueteña tiene acceso a los beneficios del nuevo bibliobús que circula por las calles de la ciudad.

### Religión

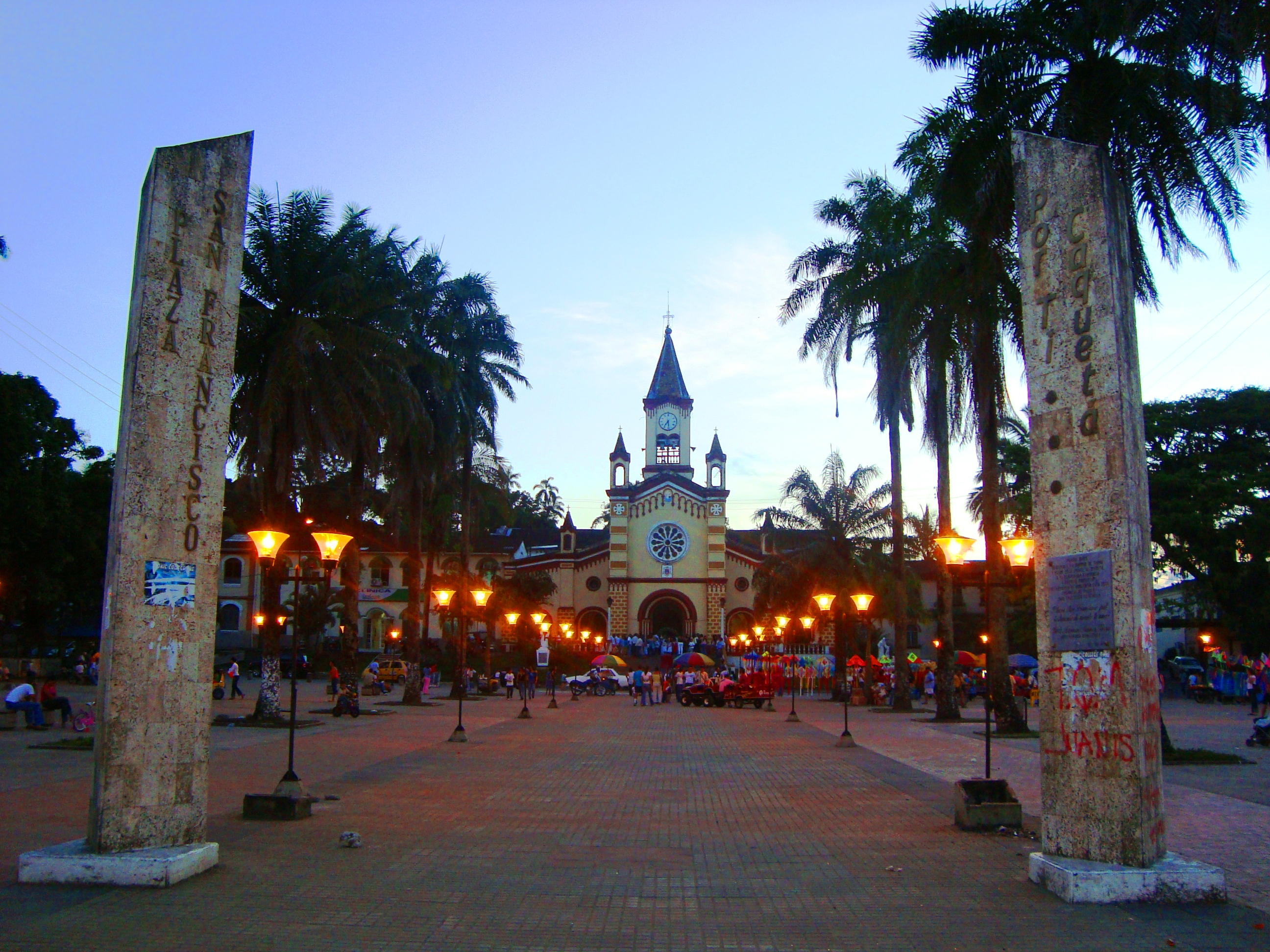
Catedral de Nuestra Señora de Lourdes en la plaza San Francisco de Asís.

La mayor parte de la población florenciana profesa la religión católica, aunque también existen feligreses de iglesias cristianas protestantes como La Iglesia de Jesucristo de los Santos de los Últimos Días, los Testigos de Jehová, la Iglesia Gregoriana y una minoría atea y agnóstica.
La historia de la ciudad está íntimamente ligada a las misiones evangelizadoras católicas que desde finales del siglo XIX llegaron a la región del Caquetá. En la región hay un legado de fe que han dejado las comunidades religiosas de jesuitas, franciscanos, lasallistas, consolatos y de varias comunidades religiosas femeninas como las lauritas, franciscanas, betlemitas, de los Sagrados Corazones, Siervas del Santísimo y otras que animaron la fe de los colonos. Luego de su fundación, Florencia giraba alrededor de la Estación Misional o Viceparroquia, que era la entidad administrativa eclesiástica encargada de administrar el culto, orientar las organizaciones religiosas, organizar los eventos o fiestas religiosas y velar por el desarrollo de «las buenas costumbres».
La ciudad es sede de la Arquidiócesis de Florencia, erigida el 9 de diciembre de 1985 mediante la Bula «Quo expeditius» y cuyo principal templo es la Catedral de Nuestra Señora de Lourdes. En el área urbana y rural del municipio existen quince parroquias, dos centros de culto, dos capillas y un oratorio, pertenecientes a la Vicaría de Nuestra Señora de Lourdes.

### Fiestas, eventos y celebraciones
- Encuentro Internacional de la Cultura Amazónica (octubre)[126]
- Encuentro Nacional de Narración Oral Pedro Almario Floriano (abril)[127]
- Festival Nacional de Música Andina y Campesina Colono de Oro (diciembre)[128]
- Festival y Reinado Nacional de la Ecología (noviembre)[129]
- Festival Folclórico y Reinado por la Paz y la Cultura San Pedro en el Caquetá (junio-julio)[130]
- Festival Folclórico de la Amazonia y Reinado de Colonias y Eco Turismo (junio-julio)[117]
- Festival Infantil de Intérpretes de la Canción Colombiana (agosto)[131]
- Feria comercial, agroindustrial, ganadera y equina grado A - ExpoFlorencia (octubre)[132]

### Filmografía
Entre 2009 y 2010 se rodó en Florencia y otras locaciones del departamento de Caquetá el largometraje «Porfirio», basado en el caso del aeropirata discapacitado Porfirio Ramírez Aldana, quien secuestró un avión de la aerolínea Aires el 12 de septiembre de 2005. El proyecto ha participado en varios certámenes internacionales de cine como Cannes 2009, Laboratorio de escritores 2009, Cinemart 2009, Sundance y nuevamente en Cannes 2011 dentro de la Quincena de Realizadores. Su producción se llevó a cabo entre profesionales de Colombia, Argentina y México, y contó con el apoyo de Ibermedia, del Ministerio de Asuntos Exteriores y del Centro Nacional de Cinematografía de Francia y del Instituto Nacionales de Artes Audiovisuales de Argentina.

## Deporte

### Eventos relevantes
Florencia ha sido sede de eventos deportivos del orden nacional, en su mayoría en la disciplina del ciclismo. En abril de 2008 acogió por primera vez una de las grandes carreras del ciclismo nacional, como sede de partida de la 41.° Vuelta a Colombia Pilsen Sub-23. En el año siguiente, la ciudad fue escogida por la Federación Colombiana de Ciclismo para ser punto llegada de la tercera etapa y punto de partida de la cuarta etapa de la 42.° Vuelta a Colombia Pilsen Sub-23. Florencia también fue escenario de la Vigésima Vuelta al Futuro realizada en diciembre de 2008, en donde además de dar inicio a la penúltima etapa, se disputó el prólogo sobre 6,5 km en las calles de la ciudad, con la presencia de 200 corredores de 22 regiones colombianos.
Desde 2011 y luego de una pausa desde los años 1990, Florencia vuelve a ser la casa del equipo de fútbol Fiorentina de Florencia,
retornando a esta ciudad la celebración de encuentros de la segunda división del fútbol profesional colombiano. Por otro lado, Florencia ha sido en múltiples oportunidades sede departamental y zonal de los Juegos Intercolegiados Nacionales de Coldeportes, para lo cual se han utilizado los múltiples escenarios deportivos con los que cuenta la ciudad.

### Infraestructura deportiva
Florencia cuenta con 35 escenarios deportivos públicos en el área urbana y 20 en el área rural. Entre las instalaciones deportivas más importantes de la ciudad se destacan:
- Estadio Alberto Buitrago Hoyos: es el principal escenario para la práctica de fútbol en el departamento de Caquetá y cuenta con capacidad para albergar 5000 asistentes. Se ubica sobre la Av. Paseo de los Fundadores, cerca del centro de la ciudad.
- Coliseo cubierto Juan Viessi: tiene una capacidad aproximada de 2000 espectadores. Se localiza al sur de la ciudad, sobre la Av. Paseo de los Fundadores en la salida hacia el Aeropuerto Gustavo Artunduaga. Es el principal escenario para la práctica del baloncesto y voleibol en la ciudad. También para el microfutbol, donde actúa como local el equipo Heliconias que juega el torneo profesional femenino de la especialidad.
- Villa Deportiva y Ambiental de la Amazonia: se encuentra ubicada en el sector de Los Molinos, al sur de la ciudad.[141] En 2010 inició la ejecución del proyecto para construir su primera etapa, que contará con una pista de patinaje, canchas de fútbol, polideportivos con cubiertas, parque infantil, senderos ecoturísticos y otras infraestructuras deportivas.[142]
- Polideportivo barrio Juan XXIII: complejo que cuenta con múltiples instalaciones para la práctica del baloncesto, microfútbol y voleibol. Ubicado en el barrio Juan XXIII, en el extremo norte del Parque Longitudinal Paseo de los Fundadores.
- Polideportivo barrio Versalles: complejo ubicado en el barrio Versalles, en el sur de Florencia. Cuenta con instalaciones para la práctica del baloncesto, microfútbol, voleibol y patinaje.
- Canchas de fútbol del extinto IDEMA: escenario deportivo para la práctica del fútbol, entregado en 2010 al Departamento para su administración.[143]

Como complemento a los escenarios públicos de la ciudad, particulares han construido varias canchas múltiples con césped sintético para la práctica de diferentes deportes, siendo el fútbol el más popular entre la población florenciana.

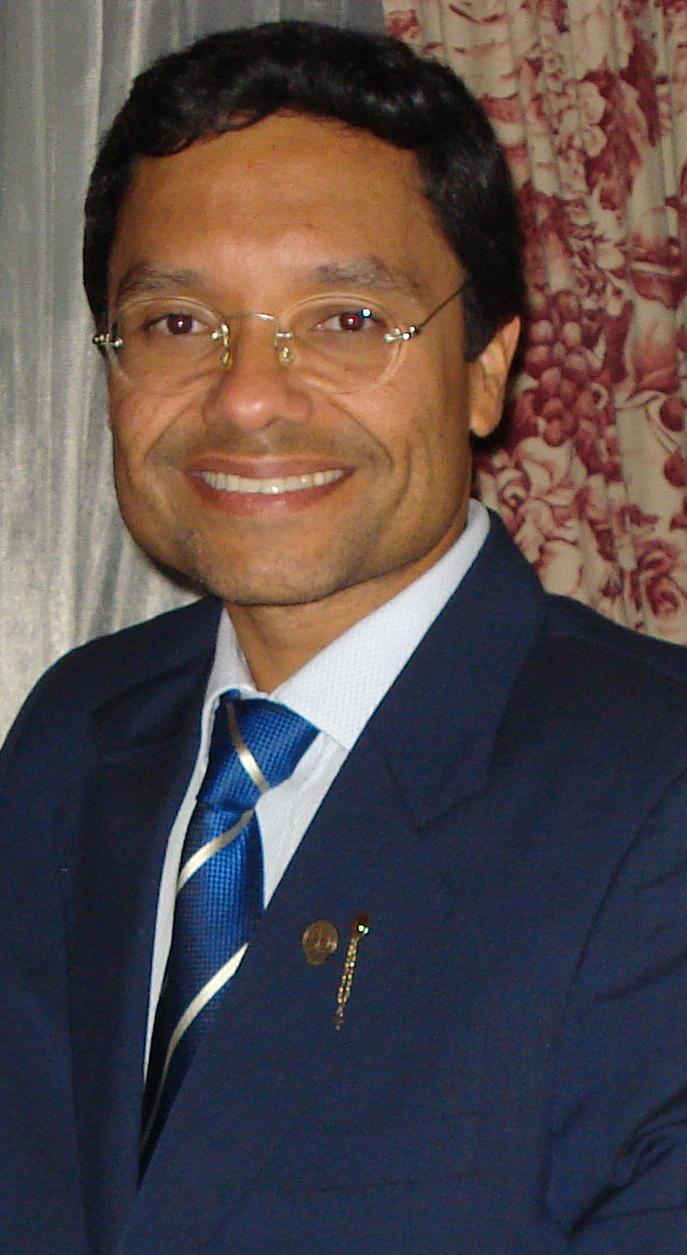
Vicente Torrijos, politólogo e internacionalista florenciano nacido en 1962.

## Relaciones Internacionales

### Hermanamientos
La ciudad de Florencia tiene Hermanamientos con 0035 ciudades alrededor del mundo
- Florencia, Italia (2021)[144]
- Tepeji del Rio, Mexico (2021)[145][146]
- Puntarenas, Costa Rica (2022)[146]

## Ciudades homónimas
| - Italia: Florencia, una ciudad en la región de Toscana. - Colombia: Florencia, municipio en el departamento de Cauca. - Cuba: Florencia, municipio en la provincia de Ciego de Ávila. | - Argentina: Florencia, localidad en el departamento General Obligado de la provincia de Santa Fe. - México: Florencia o Benito Juárez, localidad en el estado de Zacatecas. - Perú: Florencia de Mora, localidad ubicada en el Distrito de Florencia de Mora de la Provincia de Trujillo. |